# Histoire du Raja Club Athletic
Pour un article plus général, voir Raja Club Athletic.
Au Maroc, l'histoire du Raja Club Athletic débute au milieu du XXe siècle, au quartier populaire de Derb Sultan, alors l'un des foyers de la résistance, lorsqu'un groupe de nationalistes et syndicalistes marocains dont Hamidou El Watani, Laâchfoubi El Bouazzaoui, Boujemaâ Kadri et Mohamed Naoui, perçoivent le football comme un instrument d’émancipation et de résistance face au colonisateur, et cherchent à s'inscrire parmi les clubs sportifs de Casablanca. Le 20 mars 1949, ils fondent finalement leur club: le Raja Club Athletic.
En 1950, constitué exclusivement de joueurs marocains, le Raja entame son parcours du fond de la structure footballistique nationale, et arrive en tête de la 4e division (Groupe Chaouia-Nord). L'équipe va ensuite évoluer brièvement en 3e division en terminant deuxième du classement au terme de la saison 1951-1952. Le Raja réussit donc son entrée en Division Pré-honneur (D2) où il va évoluer pendant trois saisons avant que les compétitions sportives ne soient boycottées puis arrêtées au Maroc en 1955-1956. En 1956, le Raja dominera les barrages et fera partie des clubs fondateurs du championnat sous l'égide de la Fédération royale marocaine de football, fraîchement établie, en disputant la saison inaugurale 1956-1957 qui débuta le 15 novembre 1956. Depuis cette date, le club n’a plus quitté l’élite du football marocain, ce qui constitue un record.
Après le championnat usurpé de 1960, le Raja peine à se relever et perd deux finales de Coupe du Trône en 1965 et 1968. L'équipe remporte ensuite ses deux premiers trophées (1974 et 1977) et occupe le podium du championnat pendant cinq années consécutives entre 1972 et 1977, mais le sacre lui tourne le dos à chaque fois. Ces années sont marquées par de grands noms tels que Abdelmajid Dolmy, Petchou, Houmane Jarir et Abdellatif Beggar. La décennie suivante est en dents de scie mais aboutit finalement au premier championnat qui fut rapidement suivi de la Coupe des clubs champions africains 1989.
Les années 1990 assoient la suprématie du Raja sur le plan national, qui remporte six championnats consécutifs, et sur le plan continental avec des sacres en Ligue des champions, en Supercoupe d'Afrique et en Coupe Afro-Asiatique. En 2000, le Raja est la première équipe arabe et africaine à se qualifier à la Coupe du monde des clubs. Les années 2000 sont marquées par une instabilité sportive provoquée par les ventes de joueurs à destination de l'Europe ou du Golfe et les changements répétés d'entraîneurs. Néanmoins, le club remporte plusieurs titres nationaux, la Coupe de la CAF en 2003, la Ligue des champions arabes en 2006 et perd une finale de Ligue des champions en 2002. En 2013, le club remporte son deuxième doublé coupe-championnat. Après la finale de la Coupe du monde des clubs 2013, la mauvaise gestion de Mohamed Boudrika entraînera le Raja dans une crise financière et lui causera des revers en championnat et en Ligue des champions. Son successeur Said Hasbane n'améliore pas la situation du club et démissionne en 2018. Après l'élection de Jawad Ziyat, le club se soulage financièrement et remporte son premier titre africain depuis quinze ans et son premier championnat depuis sept ans. En 2021, le Raja gagne la Coupe de la confédération et la Coupe arabe des clubs champions. Boudrika revient pour une saison où le Raja remporte le doublé coupe-championnat en restant invaincu, exploit inédit dans l'histoire du football marocain. En 2025, Ziyat est réélu portant avec lui le projet l'activation de la société sportive pour mettre fin aux cycles de mauvaise gestion. Marsa Maroc entre dans le capital du Raja à hauteur de 60% pour un apport de 150 millions de DH.
Le siège et le centre d'entraînement du club sont situés dans l'Académie du Raja CA, après avoir résidé au Complexe sportif Raja-Oasis durant près de 70 ans. Les rencontres des Verts sont disputées au Stade Mohammed-V depuis son inauguration en 1955. 

## La genèse (1949-1956)

### Prémices du football à Derb Sultan
À l'aube du XXe siècle, le football commence à se développer au Maroc, et plus particulièrement à Casablanca. Plusieurs clubs se sont formés dans la ville après l'annonce du protectorat français en 1912, comme l'Union Sportive Marocaine (1913), le Racing Athletic Club (1917), ou l'Union Sportive Athlétique (1920). Cependant, certains clubs existaient déjà comme le Club Athlétique Marocain qui a vu le jour en 1902 ou l'Olympique de Casablanca crée en 1904. En 1922, le Maroc voit la création de sa première fédération sportive chargée d'organiser les compétitions de football sur son territoire; la Ligue du Maroc de Football Association. Sous l'égide de la Fédération française de football (FFF), elle s'affilie la même année à la Fédération internationale de football association (FIFA) et devient membre de l'Union des Ligues nord-africaines de football (ULNAF) en 1926.

À la fin des années 1940 à Derb Sultan, quartier populaire et un des principaux fiefs de la résistance casablancaise face à la colonisation, il n'existait aucune équipe de football professionnelle qui concourait avec l'élite nationale. Le meilleur club du quartier était Al Watan, qui fut créé par Laâchfoubi El Bouazzaoui et Hamidou El Watani en 1930. Ce club est notamment connu pour avoir lancé la carrière de « la Perle noire », Larbi Benbarek,. En 1946, la Ligue libre du Maroc de football est créée sous l'impulsion de Mohamed El Yazidi, qui sera plus tard le premier président de la FRMF, pour s'émanciper de la Ligue du Maroc qui imposait un règlement strict aux clubs marocains. Derb Sultan était représenté par plusieurs équipes dans la Ligue libre, dont Atlas Derb Sultan, Inbiaate Bouchentouf, Al Wifaq et Al Nassr. Al Watan est renommé Fath Casablanca en 1946 et rejoint à son tour la Ligue libre. En 1949, le club remporte le championnat de la Ligue libre sous la houlette de Mohamed Naoui qui occupait la fonction d'entraîneur-joueur.

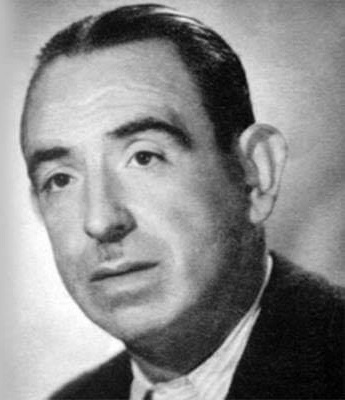
Hajji Ben Abadji, premier président du Raja

Chez les nationalistes et les syndicalistes les plus éminents du quartier, émerge l'idée de créer un nouveau club pour regrouper les meilleurs joueurs éparpillés dans les équipes amateurs de Derb Sultan, pour pouvoir concourir avec l'élite en Ligue du Maroc,. Pour préparer la création du club, les réunions se succédaient au café Al Watan de Hamidou El Watani, au café Bouya Saleh (qui existent encore aujourd'hui) et au bureau de rédaction de contrats de Hajji Ben Abadji.

### Naissance
Durant la soirée du 19 mars 1949, les fondateurs se réunissent pour finaliser leur projet. Cependant, ils mettent l'accent sur la nécessité que le club soit indépendant de toute influence coloniale, puisque la France régulait la création des clubs sportifs en leur imposant d'avoir un président français. L'algérien Nabi Errayhani eu l'idée de contourner cette loi en laissant le fauteuil à Hajji Ben Abadji, un natif de Tlemcen qui avait la nationalité française. Les autorités coloniales sont ainsi contraintes d'accepter et Moulay Sassi Aboudarka Alaoui est désigné président d'honneur.
Le Raja Club Athletic voit officiellement le jour le 20 mars 1949 au café Bouya Saleh, n° 80 Rue des Abbassides à Derb Sultan. Plusieurs personnalités ont participé la fondation du club: Hamidou El Watani, Laâchfoubi El Bouazzaoui, Boujemaâ Kadri, Hajji Ben Abadji et son frère Mohamed, Mahjoub Ben Seddik, Maâti Bouabid, Haddaoui Nejjar, Nabi Errayhani, Tibari, Ahmed Skalli, Mohamed Daoudi, Badr Daoudi, Mohamed Naoui et son frère Abdellah.

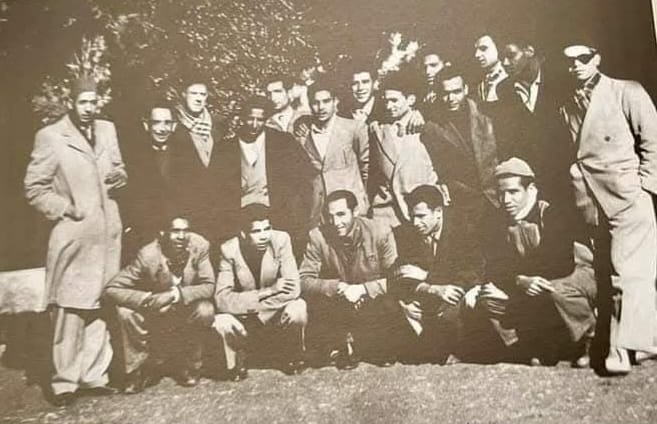
L'équipe du Raja en stage de préparation à Ifrane en 1949

Du fait que le nom Fath était déjà porté par le Fath Union Sport, les fondateurs se mettent d'accord sur le nom Raja. Mohamed Naoui propose le nom complet Raja Club Athletic et le mot RCA comme sigle, inspiré par la Radio Corporation of America (RCA). Il est également décidé que le symbole du club serait l'aigle et ses couleurs le vert et blanc. Quelque temps après, le club change de siège et déménage pour le quartier de Kallouti, n°122 rue n°5, toujours à Derb Sultan.

### Premiers pas
Après sa création, le Raja est constitué exclusivement de joueurs marocains, dont la quasi-totalité est originaire des équipes amateures de Derb Sultan. Le Raja jouait alors ses matchs au terrain L'hwiyet (muret en français), en référence aux murets qui l'entouraient, qui se situait sur l'Avenue 2 Mars. Le club ne joue que des matchs amicaux durant plus d'une année avant qu'il ne reçoit finalement l'affiliation de la Ligue du Maroc de Football Association à l'été 1950, lui donnant le droit de rejoindre les championnats nationaux.
Le 15 juillet 1950, Mohamed Naoui reçoit sa licence d'entraîneur de la part de la Ligue du Maroc et devient le premier entraîneur de l'histoire du Raja. Il est reconnu comme l'un des meilleurs attaquants du football marocain au temps du Protectorat français qui porté les couleurs de plusieurs clubs dont l'Union sportive marocaine, et la sélection marocaine.

Le 17 septembre, le Raja dispute son premier match international contre l'AS Ben Ahmed au titre des éliminatoires de la Coupe d'Afrique du Nord 1950-1951 et gagne par forfait. L'équipe de Ben Ahmed ne s'est pas présentée à Casablanca le jour du match. 
Date : 15 octobre 1950. 
Score : Union sportive de Fès 5 - 0 Raja CA
Buteurs : Abyad Weld Sbaiya  , ?  .
Effectif : Haimond, Belaid, Mohamed Daoudi, Mbarek Mangala, Sihamid, Mohamed Naoui, Hamid, Mustapha, Filali, Timblo, Abyad Weld Sbaiya.
Le Raja CA débute au sein du Groupe Chaouia-Nord de la Deuxième Division (ou Groupe de Casablanca), soit le 4e échelon du football national. Exempté de la première journée jouée le 1er octobre 1950 (du fait que le groupe ne comptait que sept équipes), les Verts entrent en lice le 8 octobre face à l'AS Police Casablanca.
Le 15 octobre, le Raja s'incline au deuxième tour de la Coupe d'Afrique du Nord face à l'Union sportive de Fès (5-0). Le Raja a aligné alors le onze suivant: Haimond, Belaid, Mohamed Daoudi, Mbarek Mangala, Sihamid, Hamid, Mohamed Naoui, Mustapha, Filali, Timblo et Abyad Weld Sbaiya qui marqua les deux buts.
Le 8 avril 1951, le Raja s'impose face à l'AS Boulhaut (Benslimane) au terrain de l'Hermitage pour terminer en tête de sa division. L'équipe atteint ensuite les demi-finales du championnat de promotion et monte en Première Division. Le 23 septembre, les Verts jouent leur premier match en Première Division en accueillant la JSM Oujda. Une semaine plus tard, le 30 septembre, le Raja est éliminé de justesse de la Coupe d'Afrique du Nord 1951-1952 après sa défaite contre l'AS Amal Essouira après prolongations (3-2). L'assemblée générale de novembre 1951 décide de faire basculer Mohamed Naoui sur le poste de directeur sportif et le remplacer par Abdelkader Jalal.
| Président            | Hajji Ben Abadji                                                                                       |
| Présidents d'honneur | Hadj Mohammed ben Hadj Abbès Mohamed Ben Abadji                                                        |
| Vice-présidents      | Laâchfoubi El Bouazzaoui Maâti Bouabid Ahmed Skalli                                                    |
| Secrétaires généraux | Nabi Errayhani Bensalem                                                                                |
| Trésoriers           | Mustapha Mahjoub                                                                                       |
| Directeur sportif    | Mohamed Naoui                                                                                          |
| Entraîneur           | Abdelkader Jalal                                                                                       |
| Comité directeur     | Lachemi - Chebeb - Driss Lahcen - Abderrahmane Azerkane - Ziani - Abdellah Naoui - Hadj Ahmed - Brahim |

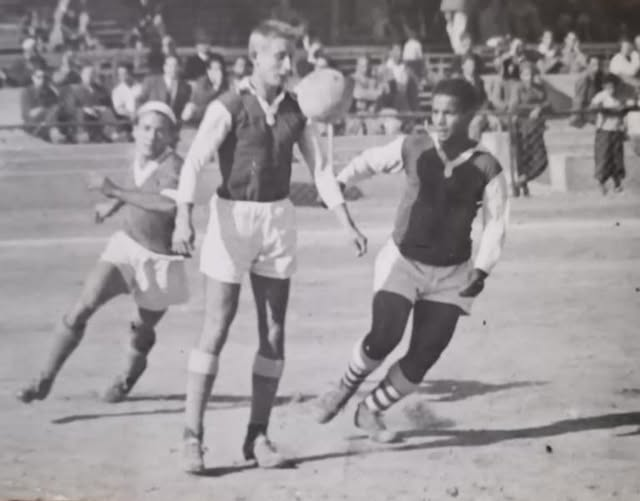
Mohamed Naoui avec le Raja en championnat de promotion 1950-51 au Stade Philip

Le 11 mai 1952, le Verts s'opposent au Kawkab de Marrakech lors de la dernière journée pour s'attribuer le titre alors que les deux clubs sont assurés de monter (défaite 2-0). Grâce à une panoplie de joueurs talentueux tels que Mohamed Roudani, Hamid Bahij et le buteur Moussa Hanoun, le Raja assure le montée en Division pré-honneur, soit le 2e échelon du football national. Le 7 septembre, son premier match dans cette division fut perdu contre l'Idéal Club Marocain sur le score de 2-1. Le 6 juin 1952, Maati Bouabid, alors vice-président et capitaine d'équipe, obtient le brevet d'études juridiques et administratives marocaines avant de prêter le serment d'avocat et d'arrêter sa carrière de joueur.
Le 26 octobre, le Verts s'opposent à l'Union Sportive de Safi au compte du 2e tour de la Coupe d'Afrique du Nord 1952-1953. Après un nul 2-2 après prolongations (buts de Mustapha et M'hamed), le Raja s'est imposé à Safi (2-1) pour affronter le 16 novembre l'Union Sportive Marocaine, meilleure équipe de l'époque coloniale et composée majoritairement de français,,. Le 16 novembre, le Raja se retrouve mené dès la retour des vestiaires avant que Laïdi n'égalise à la 75e minute (1-1). Jalal a aligné le onze suivant: Bensaïd, Bettache, Filali, Djillali, Roudani, Mestassi, Laïdi, Ahmed Ben Salah, Omar, Sbaiya et Belaïd. Le match est rejoué le 21 décembre au Stade Philip et bascule en faveur des coqs (5-0). 
Au compte de la saison 1953-1954, le Raja bat l'USTO au premier tour de la Coupe d'Afrique du Nord avant de faire face au champion du Maroc en titre, le Sporting athlétique de Marrakech. Le 30 novembre 1953 devant 1250 spectateurs, le Raja manque de peu la qualification et perd 1-0 malgré une large domination et un arbitrage très défavorable,. En championnat, le club ne réussit toujours pas la montée après avoir été en tête du classement.

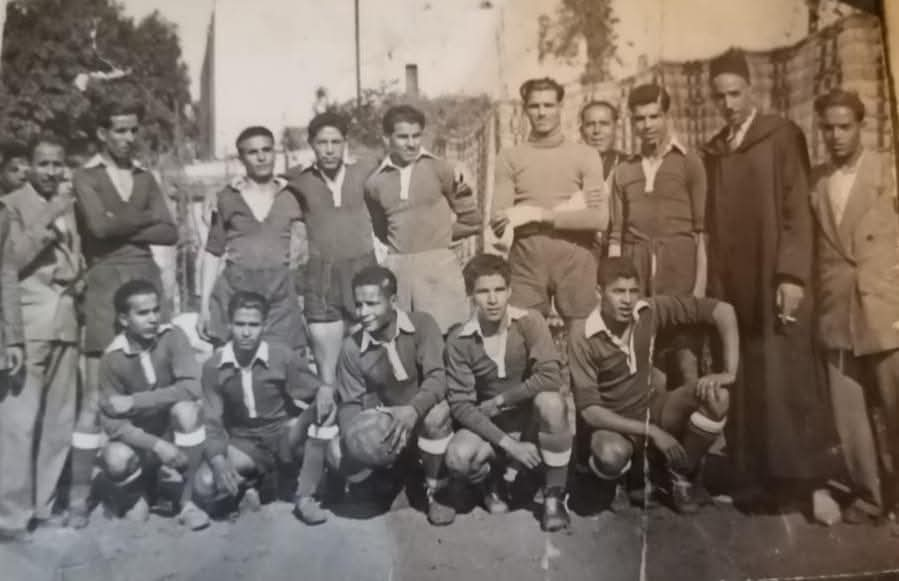
L'équipe du Raja avant un match à Casablanca en 1950

En 1954, Abdelkader Jalal, figure emblématique de l'histoire du club et qui occupait déjà le poste de directeur technique depuis 1951, succède à Mohamed Naoui au poste d'entraineur et prendre en charge la formation des jeunes. Surnommé «l'éleveur des générations», il sera à l'origine de l'accession de plusieurs générations de joueurs au Raja, jusqu'à sa retraite après un accident survenu le 23 mai 1989, qui lui coûta la main gauche. Le 28 novembre 1954, le Raja sort de la Coupe d'Afrique du Nord 1954-1955 après sa défaite contre le Racing Athletic Club (2-0).
Début août 1955, la Ligue du Maroc annonce que les championnats nationaux débuteront le 4 septembre. Le 31 août, et en accord avec la Ligue, la résidence générale de France décide de remettre à une date ultérieure l'ouverture des championnats. Cela vient après la protestation de plusieurs clubs auprès de la Ligue à cause de la montée de l'US Safi en Division d'honneur sans jouer le match barrage contre le Maghreb AS, qui ont terminé ex-æquo la saison précédente.
Le 2 novembre 1955, le Raja s'incline face au Maghreb Sportif de Rabat (2-0) au compte du 2e tour de la Coupe d'Afrique du Nord 1955-1956, vingtième et dernière édition qui ne connaîtra pas son terme, en raison de la finale non jouée. Le 4 décembre, soit un mois après, le Raja prend sa revanche et bat le MS Rabat sur le score de 4-0 au titre du critérium du Maroc qui a remplacé le championnat.

## Les débuts après l'indépendance (1956-1964)

### Les barrages et l'arrivée du Père Jégo

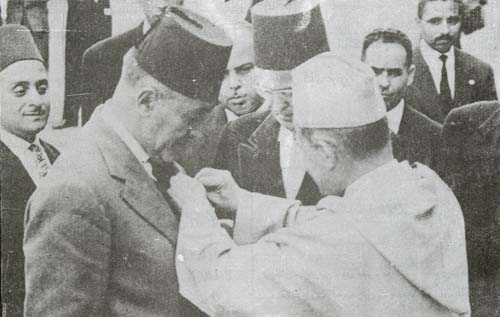
Le Père Jégo décoré en 1956 par le roi Mohammed V (roi du Maroc) en tant qu'entraîneur du WAC

Après l'indépendance du Maroc en 1956, la Fédération royale marocaine de football est créée et remplace donc la Ligue du Maroc de Football Association. Pour sa première saison, la FRMF reçoit les affiliations de 310 clubs regroupant 6 087 licenciés. Le critérium remplaça en 1955 le championnat et devait aboutir à des barrages qui se jouent en fin de saison 1955-1956, chaque équipe devant disputer trois matchs et remporter autant de victoires pour accéder à la division d'élite. Maâti Bouabid fait venir l'ancien entraîneur du Wydad Kacem Kacemi pour mener l'équipe pendant les matchs des barrages.
Date : 7 octobre 1956 à 8h30. 
Score : Raja CA 7 - 1 Olympique de Ouazzane
Buteurs : Moussa Hanoun    ,Hamid Bahij    ,?  , ?  , ?  .
Effectif : Benjilali, Mohamed Roudani, Bouchaib, Mustapha Milazzo, Ahamed Bettache, Mustapha, Mohamed Naoui, Hamid Bahij, Moussa Hanoun, Abyad Weld Sbaiya, Abderrahmane Acila.
Le Raja commence son parcours au deuxième tour (Ligue Chaouia) en battant le KSNAC (4-1) et l'US Ben Ahmed (2-0, buts de Moussa Hanoun et Abderrahmane Acila). 
Le 7 octobre 1956 au Stade Philipe, pour le match décisif, le Raja reçoit l'Olympique de Ouezzane qui venait de jouer les quarts de finale de la Coupe d'Afrique du Nord. Grâce à deux doublés, un de Hamid Bahij et un autre de Moussa Hanoun, le Raja écrase son adversaire sur le score de 7-1 et devient la première équipe du Maroc à s'assurer une place dans la première division puisque ce match fut joué à 8h30. Il a également été comptabilisé comme le tour des seizièmes de finale de la Coupe du trône, nouvellement créée par la FRMF. Après les barrages, Kacemi se retire de son poste d'entraîneur et Hajji Ben Abadji laisse également son poste de président pour Laâchfoubi El Bouazzaoui.
En décembre 1956, après une brève période d'intérim assurée par Abdelkader Jalal, le Raja voit l'arrivée de l'homme qui va influencer sa destinée et façonner son identité, Affani Mohamed Ben Lahcen, dit Père Jégo. Premier marocain titulaire d'un diplôme d'entraîneur et fondateur de la section football du Wydad AC qu'il mena vers ses premiers trophées, il est poussé vers la sortie par la direction et se retrouve hors du club pour des raisons pas très claires. Il arrive alors au Raja avec comme objectif de former une équipe compétitive qui va mener la vie dure à l'équipe qu'il a viré,.

### Débuts en première division

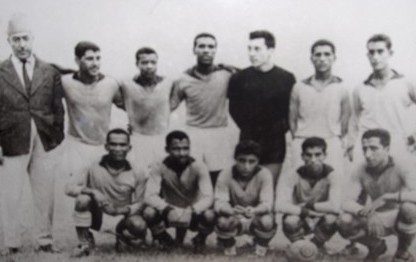
L'équipe du Raja en 1957 lors du premier Derby au Stade Philip, qui a été remporté par les Verts 1-0. Debout de droite à gauche: Mohamed, Bouchaib, Pierre Maquet, Roudani, Benâacher, El Ouejdi, Père Jégo. Assis de droite à gauche: P'tit Ahmed, Milazzo, Acila, Moussa, Mangala

Le 10 novembre 1956, le Raja dispute son premier match en division d'élite, composé de 16 équipes, et s'incline face au Fath Union Sport (2-0), mais l'équipe se ressaisit en 2e journée et s'impose le 17 novembre face au Sporting des Roches Noires grâce à deux buts de Hamid Bahij et Ahmed Naoui. Le 10 février 1957, se joue au Stade Philip le premier Derby contre le Wydad, qui est d'ores et déjà explosif à cause du passif du Père Jégo avec son ancien club. Le Raja s'impose finalement grâce au défenseur central Mohamed Laâchir alias El Ouejdi, qui marque le seul but de la rencontre sur une puissante frappe qui s'installe dans les filets du portier adverse Mohamed Rifki.
Pour sa première saison parmi l'élite, l'équipe se classe en 10e position du championnat, et sort des huitièmes de finale en Coupe du trône face au Kawkab de Marrakech en match d'appui (1-0), après un nul (2-2). Le meilleur buteur du Raja est Abderrahmane Acila suivi de Hamid Bahij, qui ont inscrit respectivement 11 et 5 buts,.
En 1957, le Raja récupère le Complexe de l'Aviation après la dissolution de l'Union sportive marocaine, qui prend alors le nom du Complexe sportif Raja-Oasis. Il sera choisi pour abriter le centre d'entraînement de l'équipe A et le centre de formation des jeunes.
Au terme de la saison 1957-1958, le club finit 4e du classement et ne parvient pas à passer le cap des huitièmes de finale en Coupe du trône. La saison suivante, le Raja est sacré champion d’automne en étant invaincu tout au long de la phase aller, mais termine à nouveau en 4e position dans une ligue jouée à 14 équipes. L'équipe parvient à accéder pour la première fois aux demi-finales de la Coupe, un nul face au MC Oujda obligent les deux équipes à disputer un second match (règlement de l'époque) qui sourit aux Orientaux sur le score de 3-0.

### Championnat usurpé
Pendant l'été 1959, le Raja remporte la Coupe Cherkaoui en battant respectivement le Racing AC en demi-finale (1-0), et l'Étoile jeunesse sportive, qui a disposé du Wydad, sur le score de 2-1 grâce à deux buts de Mohamed Bhaija et Moussa Hanoun,.
Au terme de la saison 1959-1960, qui a été marquée par une interruption à cause du Séisme de 1960 d'Agadir, une grande polémique éclate après que la FRMF a décidé de faire jouer un tournoi triangulaire entre les trois premières équipes du championnat qui étaient ex-æquo en termes de points, alors que le Raja était en tête avec la meilleure différence de buts. Le club proteste cette décision et refuse de participer, le tournoi est donc transformé en un match-barrage opposant le Kénitra AC et l'AS FAR, qui était activement soutenue par le prince héritier Hassan II. Le KAC  remporte le titre de champion tandis que le Raja est relégué à la troisième place. Moussa Hanoun finit meilleur buteur du championnat avec 22 buts, un record. En Coupe, l'équipe sort à nouveau des demi-finales, cette fois face au Fath Union Sport, sur le même scénario que la saison précédente (0-0; 2-3).
Le Raja termine 5e du championnat 1960-1961 et n'accède pas aux quarts de finale de la Coupe du trône. La saison suivante, le club signe un parcours plutôt modeste avec une 7e place en championnat et une élimination aux huitièmes de finale.
Le 1er novembre 1962 au Stade du 20 Août, le Raja remporte le Tournoi Ahmed Ben Bella, organisé en Algérie, en battant l'Union sportive de la médina d'Alger grâce à deux buts de Mohamed Bhaïja et Hamid Bahij (2-0). Au terme de la saison 1962-1963, l'équipe achève le championnat en 3e position et sort des quarts de finale en Coupe. La saison suivante, l'équipe termine le championnat à la 9e place, et atteint pour la troisième fois la demi-finale de la Coupe du trône, où il s'incline au terme d'un match d'appui face au Wydad (0-1) après que le premier match s'est soldé par une parité (0-0).

## Fortunes diverses (1964-1973)

### Premières finales
Date : 13 juin 1965.   
Score : KAC Marrakech 3 - 1 Raja CA.   
Buteurs : Mohamed Bhaïja   65e.
Effectif : Mohamed Khalfi, Abdesslam Aamani, Mustapha Milazzo, Abdesslam Kaaza, Aziz Kebbaj, Rubio, Saïd Ghandi, Aliouate, Houmane Jarir, Mohamed Bhaïja, Moussa Hanoun.
Entraineur :  Père Jégo.   
En 1964-1965, si le Raja finit 12e et frôle de peu la relégation, il se qualifie pour la finale de la Coupe du trône pour la première fois de son histoire, où il affronte le Kawkab de Marrakech le 13 juin 1965 au Stade d'honneur avec le sifflet de Mohamed Boukkili. Privé de son maître à jouer Hamid Bahij en raison de différents avec le comité, le Raja s'incline sur le score de 3-1 et le seul but fut inscrit par Mohamed Bhaïja. Il s'agit du troisième sacre consécutif des Merrakchis dans la compétition. Durant leur ruée vers la finale, les Verts ont battu le Wydad (2-1) puis le Raja de Beni Mellal en demi-finale (1-0). Cette finale a eu la particularité d'être disputée sous les maillots de l'Inter Milan offerts alors par Helenio Herrera; l'illustre entraîneur à l'origine du succès du Catenaccio et qui a grandi à Casablanca et appréciait beaucoup le Raja.
En 1965-1966, la rivalité entre le Wydad AC et le Raja CA prend toute son ampleur puisque les deux équipes jouent alors le titre jusqu'à la fin. Les rouges ont un point d'avance avant l'entame de la dernière journée qui oppose les Verts au Fath US. Le deux équipes ne tremblent pas et remportent leurs matchs, ce qui offre le titre au Wydad et la seconde place au Raja. Les confrontations des deux équipes lors de cette saison se soldent par deux matchs nuls.
Le Raja finit la saison 1966-1967 à la 3e place d'un championnat qui revient à son ancien format qui met en lice 16 équipes, tandis que l'international marocain Houmane Jarir termine meilleur buteur de la ligue avec 18 buts.
La saison suivante, l'équipe termine encore en 3e position du championnat, auquel la fédération a ajouté deux équipes pour arriver à 18 équipes. Le 14 juillet 1968 au Stade d'honneur, se déroule la finale de la Coupe du trône, entre le Racing Athletic Club et le Raja. Le Racing remporte la compétition pour la toute première fois de son histoire et les Rajaouis, toujours incapables de s'adjuger leur premier titre, s'inclinent sur le score de 1-0.

### Grande méforme
Le Raja enregistre le pire classement de son histoire en championnat lors de la saison 1968-1969 en terminant à la 13e place à trois points de la zone de relégation. En Coupe, l'équipe est défaite par la Renaissance de Settat en demi-finale. 
La saison 1969-1970 est marquée par des tensions internes qui scinde le club en deux factions: les fondateurs, à leur tête Boujemaâ Kadri, Laâchfoubi El Bouazzaoui et Karim Hajjaj, et les avocats menés par Abdellatif Semlali, Abdelouahed Maâch et Mustapha Abied, qui constituent la nouvelle génération de dirigeants. Les joueurs se retrouvent alors pris entre deux feux et la plupart se résignent à choisir un camp. L'équipe réussit tant bien que mal à finir en troisième place et atteindre les quarts de finale de la Coupe . Les avocats finissent par s'imposer et le club est réunifiée.
À l'aube de la nouvelle décennie, le Raja enchaîne une 11e place en 1970-1971, et une 10e en saison 1971-1972. Parallèlement, deux éliminations consécutives des huitièmes de finale de la Coupe du trône témoignent d'une équipe bien mal-en-point,.
Le Raja est en meilleure forme en 1972-1973 et passe à côté du titre en finissant le championnat en 3e position à trois points du duo de tête, mais ne parvient toujours pas à passer les huitièmes en Coupe.

## Décennie des coupes (1973-1983)

### Premiers trophées
En 1973-1974, le Raja perd le championnat lors de l'ultime journée au profit du Raja de Béni Mellal. Le 28 juillet 1974 au Stade Mohamed V, la finale de la Coupe du trône 1974 oppose les vainqueurs des demi-finales, le Raja qui a battu le Wydad aux tirs au but, contre le Maghreb de Fès qui avait éliminé le Mouloudia d'Oujda. Le Raja, mené par l'entraîneur Mohamed Tibari, triomphe face au Maghreb de Fès sur le but de Mohamed Lâarabi à la 35e minute. Les Aigles s'adjugent la compétition et remportent ainsi le premier titre de l'histoire du club.
Mustapha Choukri alias Petchou, considéré comme l'un des meilleurs joueurs de l'histoire du football marocain, est cédé au Wydad, dans un transfert très controversé, à cause de problèmes avec quelques dirigeants de l'époque.
Date : 28 juillet 1974.   
Score : Raja CA 1 - 0 Maghreb AS.
Buteurs : Mohamed Laarabi   35e.
Effectif : Ahmed Couscous, Ahmed Safoui, Jawad El Andaloussi, M'hamed Fakhir, Abdelmajid Dolmy, Brahim Tajli, Hamza Bourezgi, Abdelhak Fethi, P'tit Omar,  Mohamed Laarabi, Saïd Ghandi .   
Entraineur :  Mohamed Tibari.   
La saison d'après, le Raja passe une autre fois tout près du championnat et termine à deux longueurs du champion, bien qu'il ait la meilleure attaque. La saison 1975-1976 est marquée par une autre 3e place au classement et une élimination des demi-finales de la Coupe du trône.
Au terme du championnat 1976-1977, le Raja ne réussit toujours pas à faire mieux que la 3e place. Le 17 juillet 1977, le Raja CA se déplace au Stade Belvédère pour s'opposer au Difaâ d'El Jadida pour le compte de la finale de la Coupe du trône. Les Verts remportent le match sur le score de 1-0 sur un penalty de Abdellatif Beggar à la 118e minute et gagnent la compétition pour la deuxième fois.

### Régression
Lors des deux saisons qui suivent, le départ de quelques grands noms tels que Mohamed Abdelalim alias Bénini, Omar Omary alias P'tit Omar, et Houmane Jarir provoque une grande méforme collective qui mène le Raja à une 10e et 9e places, en 1977-1978 et 1978-1979 et deux éliminations des seizièmes de finale de la Coupe du trône,.
En 1978, lors d'un Derby opposant le Raja au Wydad au Stade Père Jégo, le gardien des Verts Najib Mokhles est expulsé à la 83e minute à la suite d'un contact très controversé avec Mustapha Chahid alors que le score affiche un nul 1-1. À la surprise générale, Abdelmajid Dolmy se porte volontaire pour le remplacer dans les cages. Un des joueurs adverses essaie de lui refiler un maillot rouge, un geste que M'hamed Fakhir voit comme une humiliation pour l'équipe. Les joueurs du Raja ne voulant plus poursuivre le match, il est arrêté, et le penalty sifflé avant le carton rouge, n'est pas tiré. Quelques jours après, la Fédération déclare le Raja perdant sur le score de 1-0, mettant ainsi fin à une série d'invincibilité conservé par le Raja durant 11 rencontres depuis 1973, record absolu du Derby,.
En 1979-1980, une 8e place témoigne d'une équipe qui peine encore à s'exprimer en championnat. Aux quarts de finale de la Coupe du trône, un premier nul face au Fath Union Sport (0-0) obligent les deux équipes à rejouer le match, qui sourit finalement aux Fussistes sur le score de 2-1.
Le championnat 1980-1981 est la première et seule édition de l'histoire de la Botola qui s'est jouée avec 20 équipes. Le Raja conclut son parcours marathonien de 38 matchs avec une 3e place derrière le Kénitra AC et le Fath US. L'équipe quitte en parallèle la Coupe du trône aux huitièmes de finale face au Maghreb de Fès.

### Deux finales consécutives et première apparition africaine

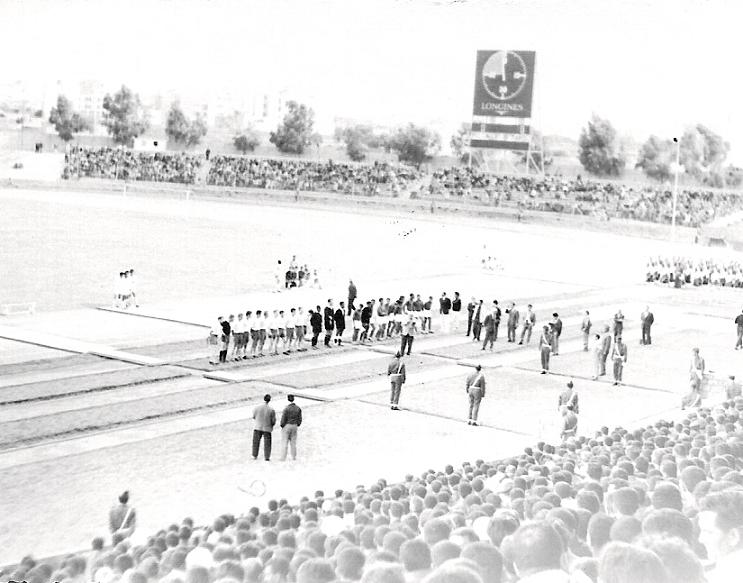
Le Stade d'honneur avant qu'il ne soit rénové et renommé en Stade Mohamed-V en 1983 (ici en 1961)

Le début des années 1980 est marqué par l'arrivée d'une panoplie de joueurs qui vont faire les beaux jours du Raja pendant la décennie qui vient, dont Mustapha Haddaoui, Hassan Mouahid, Mohamed Nejmi, Said Seddiki, Mehdi Mellouk, Redouane Hajry et Abderrahim Hamraoui. Le 26 novembre 1980, le Raja s'oppose au Southampton FC mené par le double tenant du titre du Ballon d'or Kevin Keegan, qui venait de rallier les anglais en provenance du Hambourg SV. Abdelhak Fethi ouvre le score pour le Raja à la 14e minute avant que Charlie George n'égalise pour les anglais à la 76e minute (1-1).
En 1980-1981, le Raja finit troisième du championnat, puis cinquième en 1981-1982, toutefois, le Verts ne sortent pas les mains vides cette saison. Le 14 mars 1982 au Stade Roches noires à Casablanca, se joue la finale de la Coupe du trône opposant le Raja à la Renaissance de Kénitra. Et comme un signe, c'est Abdellatif Beggar qui surgit, comme en 1977, et marque le seul but de la rencontre sur pénalty pour offrir au Raja son troisième titre de la compétition. Cette saison sera également témoin de la première apparition du Raja sur la scène africaine, plus précisément en Coupe d'Afrique des vainqueurs de coupe, en s'opposant lors du premier tour à l'AS Police. Les Verts s'inclinent au Sénégal (1-0), et ne parviennent pas à rattraper ce retard à Casablanca (0-0). Le Raja subit ainsi son inexpérience en compétitions continentales et sort du premier tour.
En 1982-1983, le Raja finit encore 5e du championnat, et atteint pour la deuxième fois de suite la finale de la Coupe du trône, et croise le fer cette fois avec l'Olympique de Casablanca. La finale se déroule le 21 août 1983 dans un Stade Mohamed V fraîchement renommé et rénové à l'occasion des Jeux méditerranéens de 1983. Le Raja perd le titre aux tirs au but (4-5), après que le match s'est soldé sur match nul (1-1).

## Premiers sacres au Maroc et en Afrique (1983-1990)

### Irrégularité
La saison 1983-1984 est marquée par une 3e place en championnat et l'élimination des quarts de finale de la Coupe du trône. Une 6e place en championnat et une élimination aux huitièmes de finale de la Coupe du trône viennent clore un exercice 1984-1985 modeste pour les Verts.
Le 6 décembre 1984, le comité directeur et les joueurs convoquent une assemblée générale extraordinaire qui débouche sur l'éviction du président Abdellah Ferdaous et de confier l'intérim à Houcine Sebbar jusqu'à la prochaine assemblée. Le 11 décembre au Centre sportif de Bourgogne, Abdelkader Retnani est élu comme président.
Le Raja termine vice-champion lors du championnat 1985-1986, derrière le Wydad, qui le devance de 2 points lors de la dernière journée. En revanche, il est éliminé en Coupe par le futur champion, l'AS FAR aux huitièmes de finale (2-0).
Cette année verra aussi la consécration de l'équipe nationale marocaine à la Coupe du monde 1986. Mené par le capitaine Rajaoui Abdelmajid Dolmy, les Lions de l'Atlas parviennent à réaliser un exploit inédit pour une formation africaine, en atteignant les huitièmes de finale de la compétition, avant de s'incliner face à l'Allemagne de l'Ouest (1-0) sur un but de Lothar Matthäus à la 87e minute. De Dolmy, on gardera l’image de cet excellent no 6 qui, lors du match Maroc - Angleterre (0-0) a marqué les esprits et a été noté 9/10 par le journal L’Équipe.
Le Raja termine la saison 1986-1987 en 5e position des play-offs après avoir fini troisième de son groupe. Cette année, Taoufik Bertal inscrit, contre le Amal Belksiri, le 1000e but du Raja en championnat depuis son inauguration en 1956.

### Premier championnat suivi de la Coupe des clubs champions
Lors du début des années 1980, les pouvoirs publics et la FRMF ont instauré le système du parrainage qui offre la possibilité aux clubs de bénéficier du soutien financier de quelques grandes sociétés publiques à l'image de l'ODEP, l'OCP, la Banque populaire, la Comanav ou la Royal Air Maroc. Contrairement au sponsoring, les clubs ne sont pas tenus de faire la publicité de leurs parrains. En 1987, l'ODEP est devenu le parrain du club qui en contrepartie de 3 millions de dirhams par an, en plus d'avantages sociaux; l’office recrutait un certain nombre de joueurs, notamment ceux qui sont en fin de carrière ou en retraite. C'est son directeur Mohamed Hassad qui a mené les négociations et a rejoint par la suite le comité directeur de Abdelkader Retnani. Ce parrainage a été depuis renforcé et renouvelé au fil des saisons, et poursuivi par Marsa Maroc.
Le mercato estival de 1987 est très mouvementé avec l'arrivée de plusieurs grand noms à l'instar de l'international sénégalais Salif Diagne, Faouzi Kadmiri, Saïd Aït Salah, Fathi Jamal, et Bouazza Ouldmou. Le 24 juin 1987, le Raja participe pour la première fois à une compétition arabe, la Coupe des clubs champions arabes 1987. Avec un effectif remanié, le Raja est éliminé après une défaite face à l'Étoile du Sahel et un nul contre Jeunesse sportive de Kabylie.
En août 1987, le Raja bat le Norwich City FC, 5e du championnat anglais, sur le score de 4-0 grâce à des buts de Taoufik Bertal, Bouazza Ouldmou, Abdeljalil El Bouchari en plus d'un but inscrit par les anglais contre leur propre camp. Ce match est le premier de l'entraîneur portugais Fernando Cabrita sur le banc de l'équipe et le dernier de Abdelmajid Dolmy avant de rejoindre l'Olympique de Casablanca, après 17 ans de bons services. Fouad Filali, alors président de l'Olympique et du Groupe ONA, a dû débourser 400 000 dirhams pour accomplir ce transfert, somme record à l'époque. 
Le 17 juillet 1988, le Raja bat l'Union de Sidi Kacem (1-0) lors de l'avant dernière journée grâce au but de Abderrahim Hamraoui au Stade Abdelkader Allam, et remporte finalement le premier championnat de son histoire. Le Raja participe donc à la Coupe des clubs champions africains, l'ancêtre de la Ligue des champions qui ne donnait alors le droit de participation qu'aux champions nationaux. En février 1989, Cabrita est remplacé par Rabah Saâdane.
À l'été 1989, malgré une 9e place en championnat et une élimination précoce de la Coupe du trône, Rabah Saâdane est maintenu à son poste d'entraîneur pour disputer les quarts de finale de la Coupe des clubs champions contre l'Interclub de Brazzaville. Après avoir battu Tonnerre Yaoundé en demi-finale, les Verts remportent la compétition en s'imposant en finale face au Mouloudia d'Oran aux tirs au but après un score cumulé de 1-1. Le Raja réussit donc à remporter cette compétition dès sa première participation.
La saison suivante, le Raja termine le championnat à la 5e position. Étant tenant du titre, il dispute à nouveau la Coupe des clubs champions 1990. Il rencontre le Racing Club Bafoussam après avoir éliminé Mighty Barrolle au premier tour. À la suite de la participation de nombreux joueurs du RC Bafoussam à la Coupe du monde 1990 avec la sélection camerounaise, le Raja accepte que la rencontre soit reportée. Après la fin de cette compétition, la CAF programme le match aller pour le 25 juillet, date qui ne correspondant pas au calendrier du club qui refuse d'aller au Cameroun. Le 5 août, le Raja est disqualifié et les camerounais accèdent au tour suivant.

## Résultats en dents de scie (1990-1995)

### Malchance
L'été 1990 est marqué par le retour de la légende du club Abdelmajid Dolmy, après trois saisons passées à l'Olympique de Casablanca. En préparation pour la nouvelle saison, le Raja accueille les Girondins de Bordeaux au Stade Mohamed-V dans un match amical, et s'impose sur le score de 2-1 grâce à un doublé de Mustapha Bark. Le Raja finit 9e du championnat, et est éliminé en quarts de finale de la Coupe du trône par le Kénitra AC.
La saison suivante, le Raja termine vice-champion à 8 points du Kawkab de Marrakech, et se hisse en la finale de la Coupe du trône pour s'opposer à nouveau à l'Olympique de Casablanca. La rencontre se déroule le 11 janvier 1993 au Stade El Harti et les Olympiques parviennent à s'imposer à nouveau sur le score de 1-0.
Le 15 octobre 1992, avant un match du Raja contre le Fath Union Sport (victoire 1-0, but de Mohamed Oustad), l'(UNESCO) décerne à Abdelmajid Dolmy le “prix du fair-play”, pour récompenser un “joueur dont la moralité et la courtoisie exemplaires le font unanimement considérer par ses partenaires ou adversaires comme un ambassadeur de football”. Dolmy compte en effet à son actif plus de 700 matchs sans aucun carton rouge. Le Raja termine à nouveau second en 1992-1993 derrière le Wydad. En Coupe du trône, le Raja prend sa revanche face à l'Olympique de Casablanca aux quarts de finale, en avant d'être éliminé en demi-finale par le Kawkab de Marrakech.

### Nouveau sang
À l'été 1993, après la défaite en finale de la Coupe, le club décide d'entamer une grande opération de rajeunissement sous la houlette du nouvel entraîneur algérien Meziane Ighil, dans l'objectif de renforcer un effectif de plus en plus vieillissant. Plusieurs joueurs cadres quittent l'équipe tels que Abderrahim Hamraoui, Tijani El-Mâataoui ou Khalid Moussalek. D'autres noms sont toutefois conservés comme Salaheddine Bassir, Mustapha Moustawdae ou Abdeslam Laghrissi. Beaucoup de joueurs montent en équipe première à l'instar de Omar Nejjary, Abderezzak Zerraf, Aziz Mountari, Nabil Okba, ou Abdellah Moussadek.
Le Raja affronte ensuite l'équipe locale d'Algérie au Stade du 5-Juillet-1962 à l'occasion du jubilé des anciennes stars algériennes Abdelkader Fréha et Hacène Lalmas. Le Raja remporte la rencontre grâce à un but de Soumaila Traoré (1-0). Le 30 août, l'équipe continue ses préparations d'avant saison en s'opposant aux brésiliens du Botafogo FR, et s'impose sur un but de Fakhreddine Miri (1-0).
Avec un effectif largement remanié, le Raja finit le championnat en 4e position et quitte la Coupe du trône dès les seizièmes de finale contre le Maghreb de Fès. La saison suivante, l'équipe se classe en 8e place du championnat, et essuie la plus grande défaite de son histoire en Coupe contre le Fath US en huitièmes de finale sur le score de 5-1.

## Le rouleau compresseur (1995-2006)

### Suprématie
En 1995, le Groupe ONA annonce de la disparition de l'Olympique de Casablanca à la suite d'un manque de financement, les joueurs du COC se retrouve alors sans club, et une partie d'entre eux rejoint le Raja (Abdellatif Jrindou, Jamal Sellami, Abdelkarim Nazir..). Entre 1995 et 2002, le Raja devient l'équipe à battre qui aligne six titres de champion du Maroc, un record absolu. Cette période faste trouve son apogée en 1999 où le Raja s'impose comme la meilleure équipe africaine avec des victoires en Ligue des champions de la CAF, en Supercoupe d'Afrique et en Coupe Afro-Asiatique.
Le 18 février 1996, au compte des quarts de finale de la Coupe du trône, le Raja enregistre le plus grand résultat de l'histoire du Derby et balaye son rival sur le score de 5-1 (but de Sellami et deux doublés de Nazir et Khalif). Il élimine ensuite le Rachad Bernoussi en demi-finale (3-0) avant de battre l'AS FAR en finale grâce à un but de Abdellatif Jrindou à la 119e minute.
Le 2 juin, les hommes de Guennadi Rogov battent l'Ittihad de Tanger et remportent le championnat à trois journées de sa fin en devançant l'Olympique de Khouribga de 9 points. Ils réalisent alors le premier doublé coupe-championnat de l'histoire du club. Le 16 septembre 1996 au Stade international du Caire, le Raja perd la finale de la Coupe des clubs champions arabes organisée en Égypte, face à Al Ahly SC sur le score de 3-1.
Le mercato 1996 est marqué par le départ de Salaheddine Bassir à Al Hilal FC, et les arrivées de Abdelkrim Jinani (Tihad SC), Jonas Ogandaga (Mbilinga FC) et le retour de prêt de Mustapha Chadli. Victor Razamovski remplace son compatriote Ievgueni Rogov, mais après un faux départ, se voit remplacé en septembre 1996 par Rabah Saâdane. Ce dernier sera lui-même remplacé par Alexandru Moldovan un mois plus tard. Fin février 1997, le Raja dispute la Supercoupe arabe 1997 avec un effectif remanié pour tester les nouvelles recrues. Un nul contre l'OC Khouribga (0-0) et deux défaites face à Al Faisaly (2-1) Al Ahly SC (2-0) closent la compétition pour les Verts.
Le 15 juin 1997, et après une rude course au titre avec le Wydad, les Verts menés par le roumain Alexandru Moldovan battent le Hassania d'Agadir lors de la 28e journée (4-1) et s'adjugent leur deuxième championnat de suite, avec 2 points d'avance sur leur rival. Pour renforcer davantage son groupe en vue de la nouvelle saison, le Raja finalise plusieurs recrutements durant l'été: Youssef Safri et Mohamed Khoubache du Rachad Bernoussi, Nouredine Ziyati du Chabab Mohammédia, Hicham Belmamoune et Zouheir Jbilou de l'US Sidi Kacem, Dieudonné Londo du 105 Libreville, Réda Ryahi du Difaâ d'El Jadida, et le retour en prêt de Talal El Karkouri et Hafid Abdessadek.
En novembre, l'entraîneur bosnien Vahid Halilhodžić est engagé. Le 14 décembre, et après avoir perdu le match aller contre Goldfields SC (1-0), les Aigles Verts remportent leur deuxième Ligue des champions, première édition sous cette nouvelle appellation, aux tirs au but après avoir gagné le match (1-0) grâce au but de Nazir à la 79e minute.
Le 15 mars 1998 au Stade Mohammed V, le Raja perd la Supercoupe d'Afrique face à l'Étoile du Sahel aux tirs au but après que le temps réglementaire s'est soldé avec 2 buts dans chaque camp, malgré un retour au score in extrémis après avoir été mené 2-0.
Le 3 mai, le Raja bat le Hassania d'Agadir à Agadir (1-0) et remporte le championnat avec un record de 67 points et une seule défaite au compteur qui été concédé face au Difaâ d'El Jadida, un record également. En juillet, le Raja réalise le transfert le plus cher du football marocain à cette époque, en cédant son joueur Jamal Sellami au club turc du Beşiktaş JK contre la somme de 1,8 million €.
À la suite du départ de Vahid Halilhodžić, le club le remplace par Slavoljub Muslin. Il entreprend quelques changements avec les arrivées de Hassan Ouchrif du HUS Agadir, Bouchaib El Moubarki du Rachad Bernoussi et Mohamed Bouabdellaoui du OC Khouribga, et le départ de Abdelkarim Nazir au Koweït SC. Le 18 août, l'équipe continue sa préparation pour la nouvelle saison en affrontant la Juventus FC, alors championne d'Italie avec Marcello Lippi, à l'occasion du Tournoi de Saint-Marin au Stade Dino-Manuzzi. Au terme d'une rencontre où Mustapha Moustawdae s'est distingué, les Bianconeri s'imposent sur deux buts de Marcelo Zalayeta et Angelo Di Livio (2-0).
Le 8 novembre, malgré leur victoire face à Manning Rangers (2-1), les Verts sortent des demi-finales de la Ligue des champions, en finissant 3e de leur groupe derrière les sud-africains et le futur champion, l'ASEC Abidjan. Cette élimination provoque, en plus d'un mauvais démarrage en championnat, le limogeage de Slavoljub Muslin et l'arrivée de Oscar Fulloné.

Le 25 avril 1999 au Stade Mohamed V, les Verts remportent la Coupe afro-asiatique face au Pohang Steelers à la suite du but du jeune Zakaria Aboub (1-0), après le match nul à Pohang (2-2, buts de Moustawdae et Khalif). Le 29 juin 1999, le Raja bat la Jeunesse El Massira (2-1) et décroche son 4e championnat d'affilée avec un total de 62 points. 

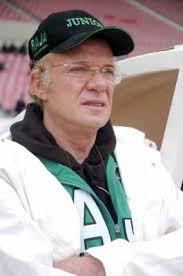
Oscar Fulloné, entraîneur vainqueur de la ligue des champions 1999

Le 12 décembre, lors de la seconde phase de la finale de la Ligue des champions 1999, et après un match nul au Stade Père Jégo (0-0), le Raja affronte l'Espérance de Tunis au Stade El Menzah. Dès les premières minutes de la rencontre, l'arbitre siffle un penalty très controversé et expulse le capitaine Abdellatif Jrindou qui donna son brassard à son coéquipier Moustawdae. La rencontre s'achève sur un score vierge. Au terme des tirs au but, Mustapha Chadli arrête le penalty du portier tunisien Chokri El Ouaer et offre le titre à son équipe et par la même occasion, son billet pour la Coupe du monde des clubs au Brésil.
Le Raja est la première équipe arabe et africaine qui se qualifier à cette compétition. Le Raja en est éliminé au premier tour après trois défaites face aux Corinthians (0-2), Al Nasr (3-4, buts de Nejjary, Moubarki et Karkouri) et le Real Madrid (2-3, buts de Achami et Moustawdae), un match où le Raja réalise une prestation mémorable face au club du XXe siècle, et perd le match sur un but tardif de Geremi. L'équipe est saluée par la presse sportive et acclamée par le public présent au Stade Morumbi,.
Le 5 mars 2000, dans un Stade Mohammed V plein à craquer, le Raja bat les ivoiriens de l'Africa Sports grâce aux buts de Bouchaib El Moubarki et Mohamed Armoumen (2-0). Le Raja remporte ainsi sa première Supercoupe africaine après celle perdue en 1998. Le 28 mai, le Raja est défait à Dakar par l'ASC Jeanne d'Arc sur le score de 1-0 au titre des quarts de finale de la ligue des champions. L'équipe est éliminée compte tenu du résultat du match aller (victoire 2-1).
Le 21 juin, après leur victoire face au Jeunesse El Massira (4-1), les Aigles établissent un nouveau record et décrochent leur 5e championnat d'affilée avec 59 points, devant le Wydad et le Maghreb de fès. Le 12 juillet, le Raja reçoit le Paris Saint-Germain au Stade Mohammed-V au titre d'un match amical. Malgré une ouverture du score parisienne, le Raja s'impose grâce à un Bouchaib El Moubarki virevoltant qui inscrit un triplé (3-2).
Le 20 mai 2001, malgré une saison marquée par les passages de Fathi Jamal, Valdeir Vieira, Alexandru Moldovan et Silvester Takač au poste d'entraîneur, le Raja aligne son 6e championnat d'affilée après sa victoire sur le Kawkab de Marrakech (1-0), et bat à nouveau le record qu'il établit la saison précédente. Le 27 mai, le Raja sort des quarts de finale de la Ligue des champions une deuxième fois de suite, malgré sa victoire face au TP Mazembe à Casablanca (2-1), après sa défaite à Lubumbashi (2-0). Silvester Takač est limogé à son tour et l'intérim est confié à Mohamed Nejmi.

### Léger déclin
C'est Fathi Jamal qui commence la saison 2001-2002 en intérim. Le 16 septembre, Yuri Sebastinko est enrôlé mais se retrouve à la porte trois semaines plus tard après la défaite face au Wydad en demi-finale de Coupe du trône. Jamal reprends le flambeau une seconde fois mais démissionne. Mohamed Nejmi le remplace durant un mois avant que Walter Meews ne soit engagé en janvier 2002,. Le belge relance l'équipe, avec l'arrivée de François Endene et le retour en forme de ses deux meilleurs buteurs Ali Diallo et Hicham Aboucherouane, qui prend la tête du championnat et accède à la phase de poules de la Ligue des champions. En revanche, le Raja manque sa fin de saison et rate le championnat pour la première fois depuis sept ans. 

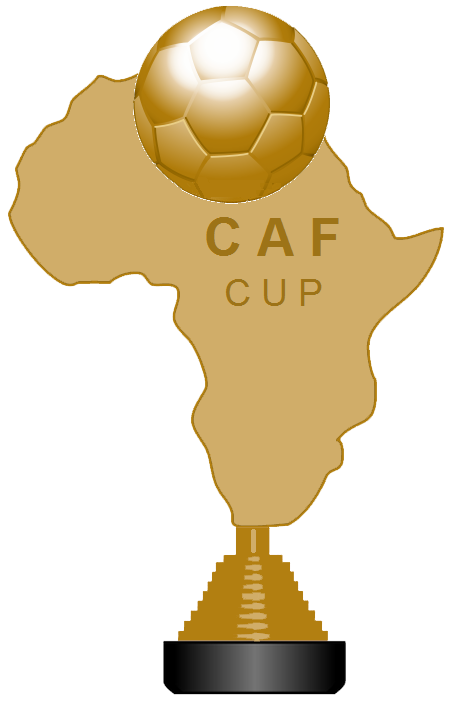
Trophée de la Coupe de la CAF conservée par le club depuis 2003

Le 17 novembre 2002, les Verts éliminent au terme d'un match historique, l'ASEC Abidjan en demi-finale de Ligue des champions après la victoire du club ivoirien à l'aller (2-0), grâce à une victoire 4-0 au Stade Mohamed V,. Il accèdent ainsi à leur quatrième finale de la compétition pour affronter le Zamalek SC. Après un score vierge à l'aller face à des égyptiens recroquevillés en défense, le Raja s'incline au Caire (0-1) et perd ainsi une finale de Ligue des champions pour la première fois,.
À l'issue du championnat 2002-2003, l'équipe finit vice-champion à 2 points du Hassania d'Agadir. Mustapha Bidoudane est sacré meilleur buteur avec 14 buts, le dernier Rajaoui à remporter ce trophée était Houmane Jarir en 1967.
Le 23 novembre 2003 au Stade Roumdé Adjia, les hommes de Henri Michel remportent de la Coupe de la CAF face aux Camerounais du Cotonsport (0-0), après leur victoire au match aller 2-0 grâce aux buts de Bidoudane et Ali Diallo. C'est la dernière édition de cette compétition avant qu'elle ne soit fusionnée avec la Coupe des vainqueurs de coupe pour créer la Coupe de la confédération, le Raja obtient ainsi le droit de conserver ce trophée.
Le 11 janvier 2004, le Raja remporte la Coupe du trône pour la 5e fois de son histoire en battant le Maghreb de Fès sur le score de 2-0, à la suite des succès de Moussa Souleiman et Bidoudane. Le 25 avril, les Aigles sont éliminés des seizièmes de finale de la ligue des champions. Au Stade Moulay Abdellah, le Raja se défait de l'ASC Jeanne d'arc sur le score 2-0 (buts de Misbah et Bidoudane), mais concède une défaite à Dakar sur le même résultat. Les tirs au but sourient ensuite aux Sénégalais (5-4) qui se qualifient pour le tour suivant.
Le 20 juin, après une course au titre acharné, la dernière journée oppose d'un coté, l'AS FAR au Kawkab de Marrakech, et le Raja CA au Kénitra AC. À l'heure de jeu, le Raja a déjà conclu son match sur le score de 4-1 et l'AS FAR menait 1-0. Après dix minutes, Youssef Kaddioui inscrivit un second but qui paraissait avoir assuré le titre pour les Militaires. Mais les Kawkabis, en l'espace d'un quart d'heure, reviennent au score en inscrivant le but d'égalisation à la dernière minute pour offrir le titre au Raja, une année après l'avoir privé du titre en le tenant en échec à Casablanca (2-2).

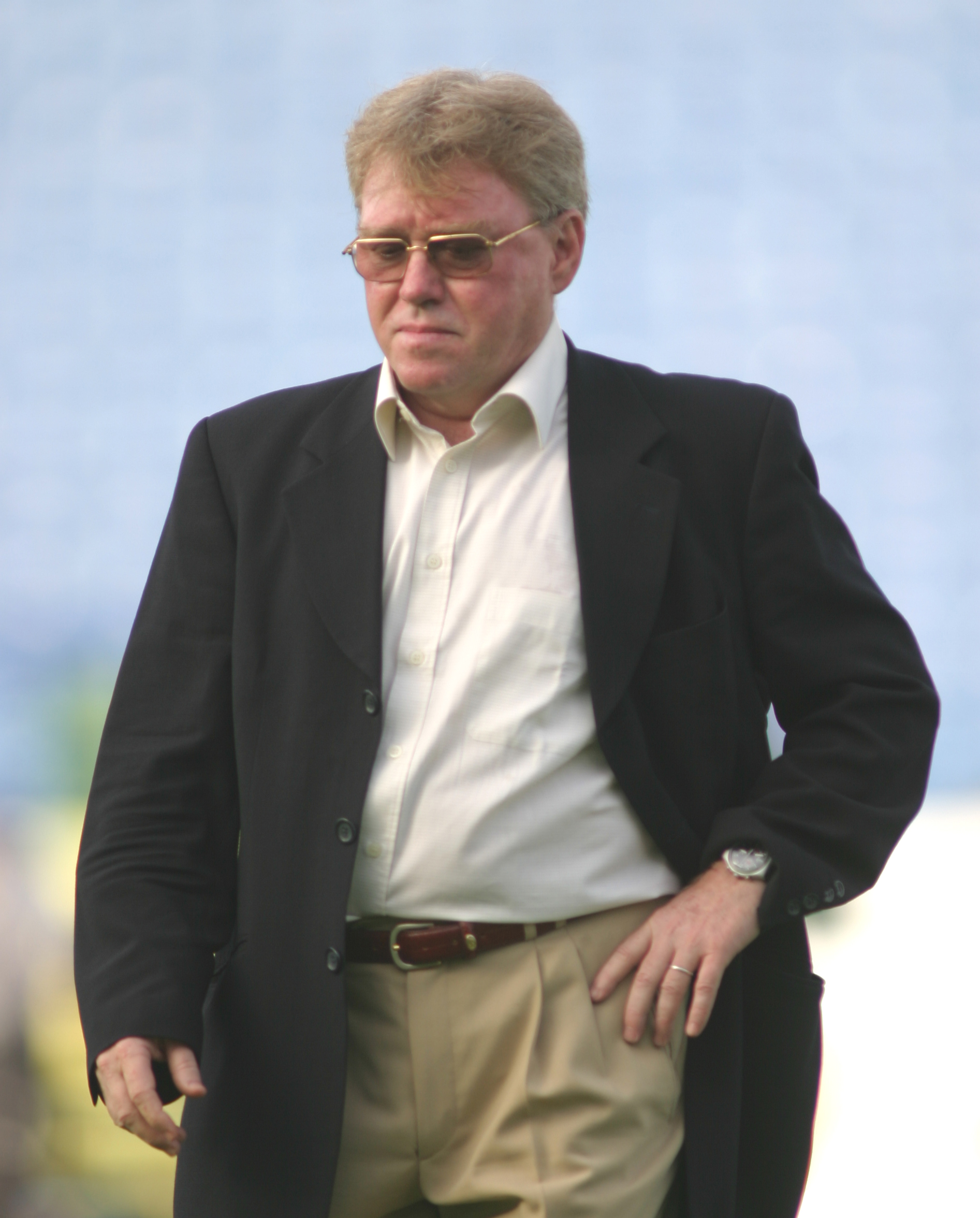
Alexandru Moldovan lors de la finale de la Coupe du trône 2005 que le Raja remportera aux tirs au but

Le 20 juin, le Raja est sacré champion du Maroc pour la huitième fois après avoir battu le Kénitra AC en déplacement sur le score de 4-1.
Le 16 juillet 2005 au Stade Moulay Abdallah, la formation d'Alexandru Moldovan décroche la 6e Coupe du trône du palmarès du club, en battant en finale l'OC Khouribga aux tirs au but (5-4), après que les deux équipes n'ont pas pu se départager au terme du temps réglementaire (0-0). Le 15 octobre, l'ES Sahel élimine le Raja des demi-finales de la Ligue des champions sur un score cumulé de 2-0. Quelques jours après, Alexandru Moldovan est évincé et son adjoint Jamal Sellami, à peine les crampons raccrochés, est chargé d'assurer l'intérim.
Son premier match sur le banc semble être une mission quasi-impossible, en effet, le Raja joue le match retour des seizièmes de finale de la Ligue des champions arabes contre le Zamalek SC, alors que ce dernier s'est imposé à Rabat sur le score de 2-0. Mais lors d'un match qui marquera les esprits, les Verts parviennent à renverser la donne et s'imposent 3-0 au Caire grâce aux buts de Modibo Maïga, Soufiane Alloudi et Mouhcine Iajour,. Après l'arrivée d'Oscar Fulloné en décembre, le Raja remporte la compétition le 6 mai 2006, en battant en finale les égyptiens de l'ENPPI Club aller-retour aux scores respectifs de 2-1 et 1-0. En championnat, l'équipe termine en 4e position, c'est son pire classement depuis 1995.

## Baisse de régime, mais présence continue sur la scène nationale (2006-2012)

### Fin de cycle et renouvellement

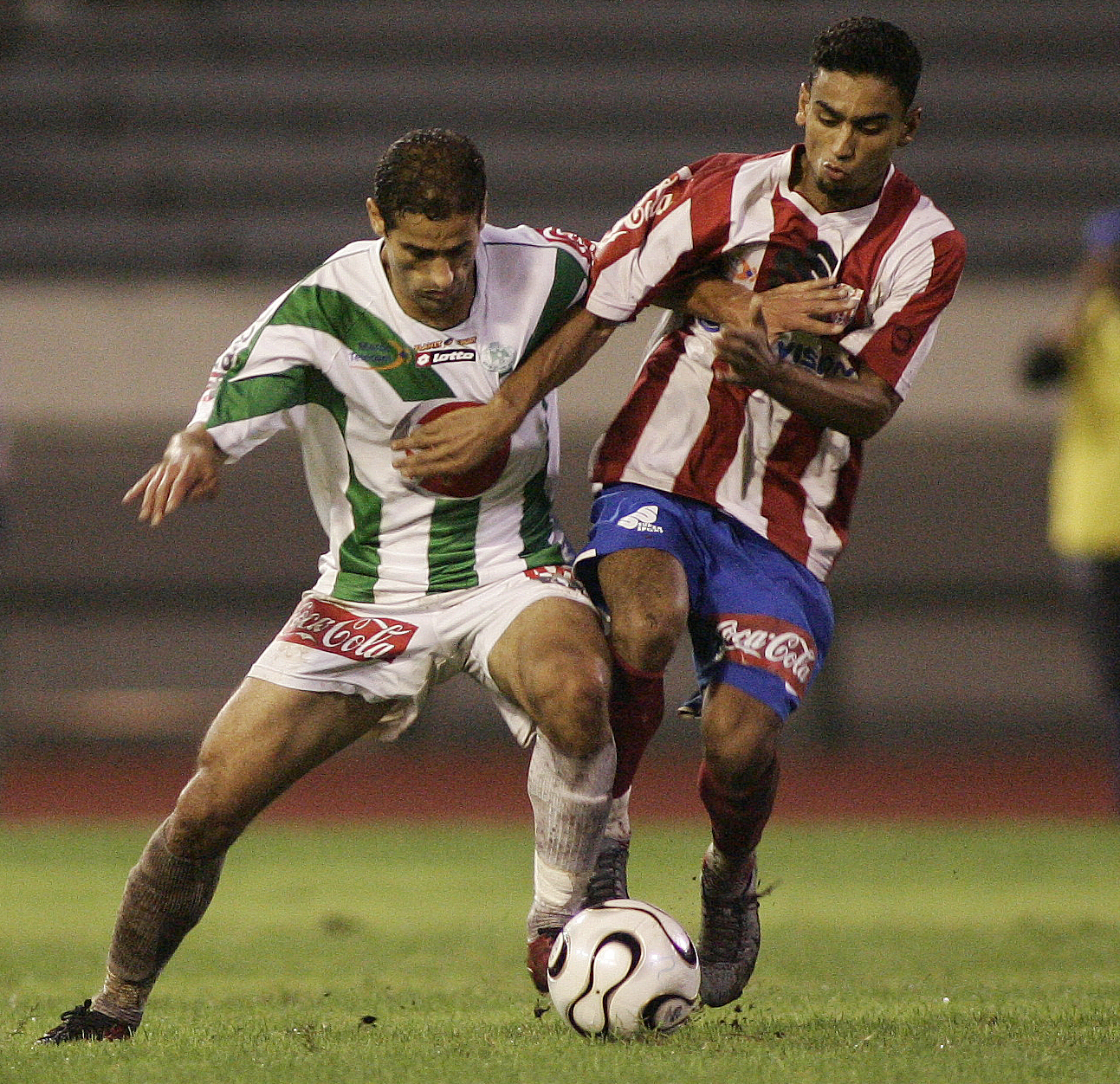
Zakaria Zerouali en 2007

Lors du mercato estival de 2006, le Raja connaît une vague de départ de ses joueurs-clés tels que Marouane Zemmama, Modibo Maïga, Abdelouahed Abdessamad, Noureddine Harouach ou encore le buteur de la saison précédente, Mustapha Bidoudane (certains ont quitté l'équipe lors du mercato hivernal). Le 26 novembre, après avoir éliminé le Shabab Tulkarm (score cumulé: 14-0), les Verts affrontent Al Ahly Djeddah pour le compte du match retour des seizièmes de finale de la Ligue des champions arabes. La rencontre s'achève sur le score de 3-3. De ce fait, le Raja quitte la compétition après le nul à Djeddah (1-1).
Le 7 décembre, Paco Fortes remplace Oscar Fulloné après un début catastrophique en championnat où l'équipe pointe à la 13e place, avec dix points engrangés au terme des dix premières journées. L'espagnol est à son tour limogé avant la fin de la saison, et l’intérim est assuré par Mohamed Nejmi. En fin de cycle, le niveau de l'équipe est très décevant et la saison se solde par une 11e position au classement et une élimination des quarts de finale de la Coupe du trône contre le Wydad.
Le 12 juin 2007, le coach français Jean-Yves Chay prend les commandes de l'équipe et procède à une véritable révolution au sein de l'effectif du Raja. Les départs de Ismaïl Kouha, Abdessamad Chahiri, Hamid Nater, Jesús Gómez, Jonathan Laurens, Saïd Kherrazi, Soufiane Alloudi, Mouhcine Iajour, Ousman Jallow et Modibo Maïga, sont contrebalancés par les arrivées de Amine El Bourkadi, Hicham El Amrani, Mourad Ainy, Abdellah Jlaidi, Omar Nejjary, Ciré Dia, André Senghor, Abdelali Essamlali, Redouane Baqlal et Tahar Doghmi. Les espoirs les plus en vue tels que Mohamed Oulhaj, Ismail Benlamaalem, Mohsine Moutouali ou Abdessamad Ouhaki rejoignent également l'équipe première. Le 17 août 2007, le Raja remporte le tournoi «Arab Summer Cup» organisé à Nyon en Suisse par l'Arab Radio and Television Network (ART), et auquel ont participé Al-Hilal FC, Al-Ain Club et le Koweït SC.
Malgré un début difficile avec zéro victoire au compteur lors des cinq premières rencontres, l'équipe prends progressivement du rythme et tutoie le haut du classement. La jeune formation du Raja parvient même à battre le Wydad aller-retour sur les scores respectifs de 2-0 et 1-0. Quelques faux pas lors des dernières journées vont coûter le titre au Raja qui termine au pied du podium, en 3e position. En Coupe, le Raja est éliminé par le Moghreb de Tétouan en quarts de finale. En Ligue des champions arabes, le Raja survole les premier tours avant de sortir de la compétition en terminant 3e dans un groupe qui comprend l'ES Sétif, Al-Faisaly et Al Majd Damas. Le 26 mai 2008, le club annonce le transfert de Elamin Erbate à l'Olympique de Marseille contre la somme de 1 million€.

### Domination nationale mais échec continental

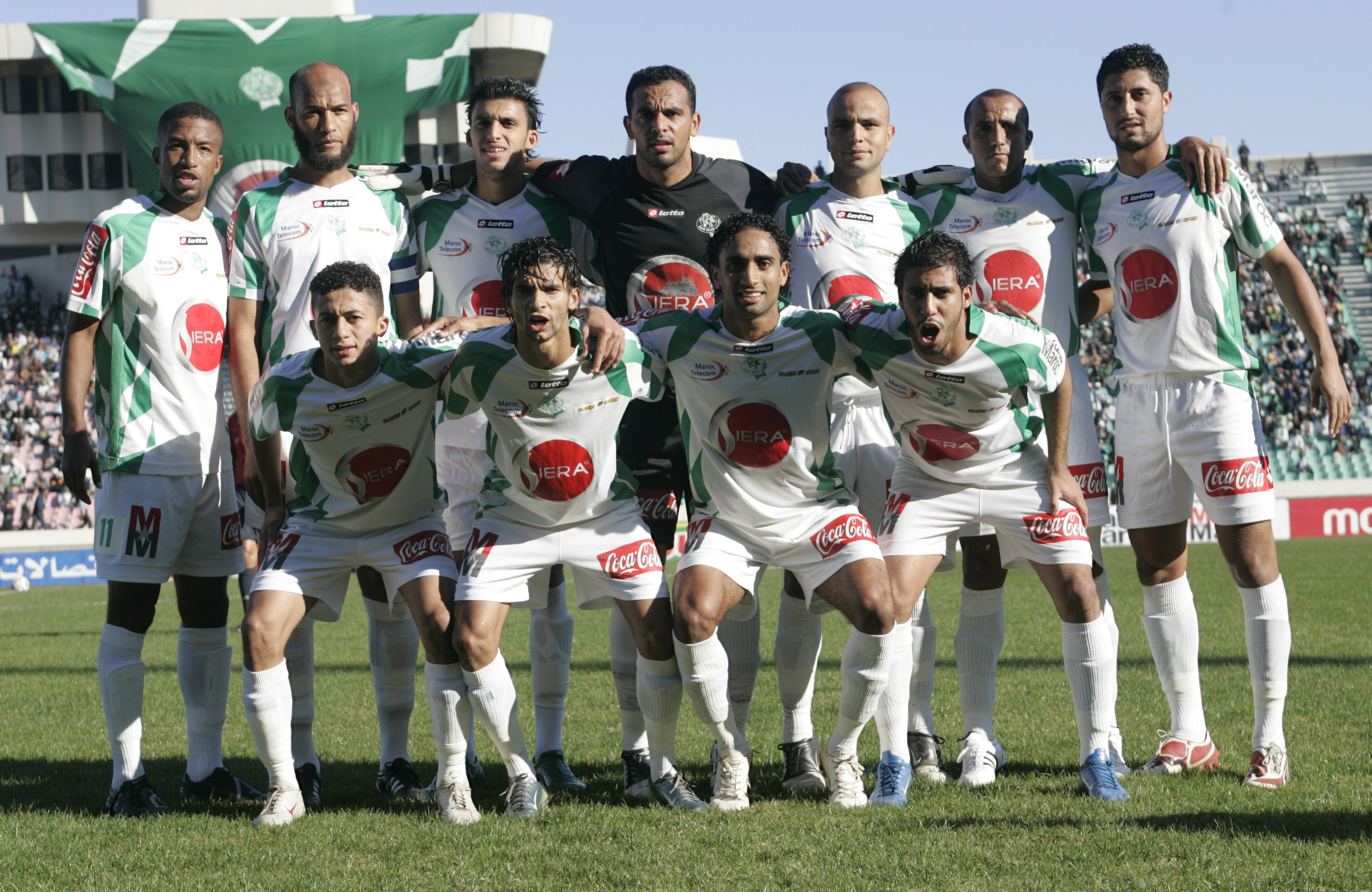
L'équipe du Raja championne du Maroc lors de la saison 2008-2009

En mai 2008, le club se sépare de Jean-Yves Chay et le remplace par le technicien portugais José Romão, qui déclare en presse de conférence qu'il vise le doublé cette saison,. Le mercato estival est marqué par les arrivées de Samir Zekroumi, Nabil Mesloub, Youssef Agnaou, Khalid Hamdaoui, Omar Najdi et André Senghor en prêt. Un début hésitant est rapidement suivi d'une série d'invincibilité de 22 matchs qui place le Raja au sommet du championnat.
Le 30 mai 2009, le Raja se déplace à Mohammédia et n'a besoin que d'un nul pour s'assurer le titre. L'équipe fait mieux en battant le SCC Mohammédia grâce à un but de Omar Najdi, et renoue avec le sacre national après cinq années d'attente. En revanche, le Raja est éliminé de la Coupe du trône dès les seizièmes de finale.
Le 6 juin, Carlos Mozer arrive en remplacement de José Romão qui voit son contrat expiré. Le nouveau coach renforce l'effectif avec des noms comme Tarik El Jarmouni, Youness Bellakhdar, Zakaria Aboub, Kouko Guehi, Soufiane Alloudi et Yassine Salhi (qui revient de son prêt au Racing AC). Un mauvais départ en championnat conduit à l'évincement de l'entraîneur brésilien et au retour de José Romão sur le banc de l'équipe.

Le 15 mai 2010, le Raja se déplace pour affronter l'AS FAR au titre de la dernière journée. En tête du classement, les Verts n'ont besoin que d'une victoire pour remporter le titre, et pourtant, un but de Ouaddouch à la 60e minute vient anéantir leurs rêves, et offre le championnat au Wydad. Après des éliminations précoces en Coupe du trône, en Coupe nord-africaine et en Ligue des Champions la même saison, la politique de Abdellah Rhallam est pointée du doigt et celui-ci démissionne de la présidence du club.

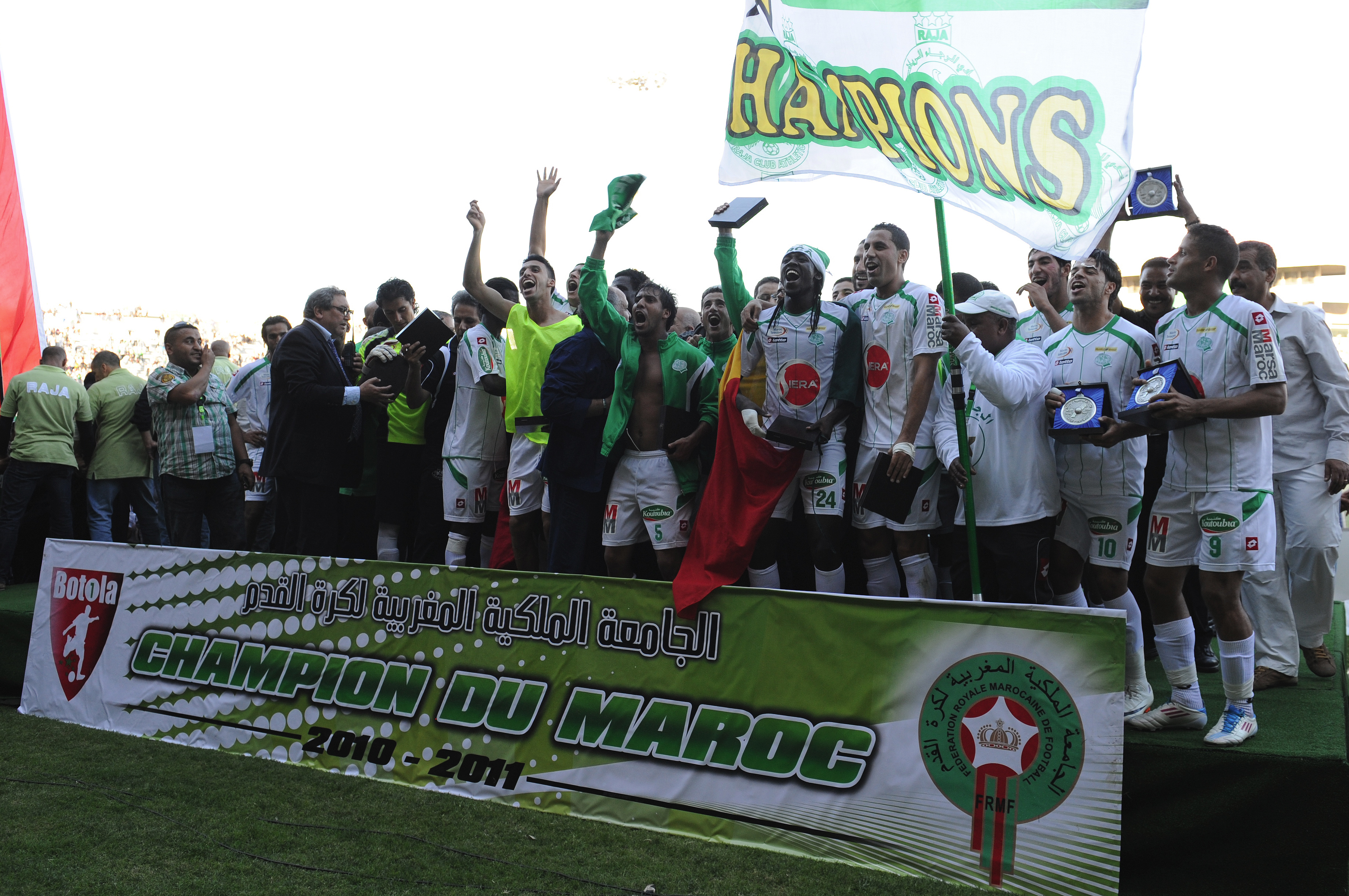
Le Raja champion du Maroc en 2011

Le 4 juin, l'assemblée générale ordinaire débouche sur l'élection de l'ex-président Abdesalam Hanat à la tête du club, un retour salué par les supporters. Le 1er juillet, Henri Michel fait son retour, lui qui a déjà remporté le doublé Coupe de la CAF-Coupe du trône avec le Raja. Sous sa houlette, des joueurs talentueux affluent au club, tels que Hicham Mahdoufi, Lanciné Koné, Abdelmoula Berrabeh, Bouchaib El Moubarki, Elamin Erbate ou Hicham Aboucherouane.
Mais les résultats ne sont pas aussi bons qu'en 2003, et le français démissionne le 6 octobre. Fils du club, M'hamed Fakhir reprend aussitôt les rênes de l'équipe,et se démarque en étant le premier entraîneur marocain du Raja depuis près de 20 ans. Le 28 janvier 2011, le Raja enregistre son plus grand score en Ligue des champions en écrasant le FC Tourbillon sur le score 10-1. Il se qualifie ensuite pour la phase de poules, qu'il n'a pas atteint depuis 2005, en battant l'ASEC Mimosas, après que le match s'est joué à phase unique à Casablanca à cause de l'instabilité politique qui subsiste à Abidjan,.

Le 21 mai, le Raja est sacré champion du Maroc en battant l'Olympique de Khouribga (2-1), après qu'il a été mené au score, arborant par la même occasion son maillot de l'étoile des 10 titres.

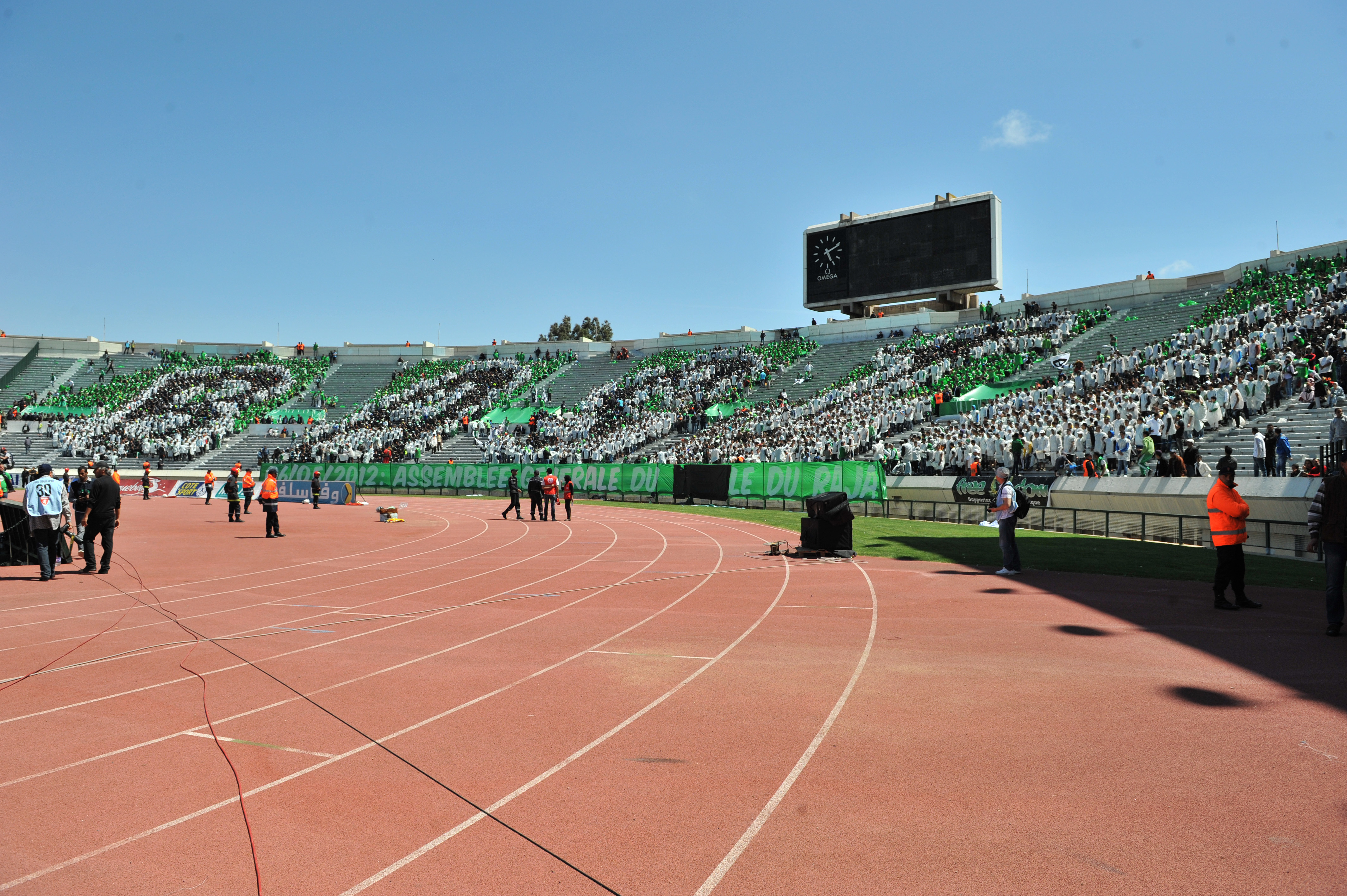
Tifo 'BASTA' qui exprime la colère des supporters, marque le début d'une nouvelle ère

En juin, M'hamed Fakhir démissionne et provoque le départ de quelques piliers de l'équipe. Il est remplacé par Bertrand Marchand. En Ligue des champions, le Raja réalise sa pire performance en phase de groupes de l'histoire de ses participations africaines; sur 6 matchs joués, le Raja concède 3 matchs nuls et 3 défaites, avec un seul but à la clé.
Autre triste nouvelle, Zakaria Zerouali décède à Casablanca le 3 octobre 2011, après une hospitalisation de 30 heures, les causes du décès sont toujours incertaines (voyages en Afrique sans vaccins, fièvre, prise de médicaments), une large vague de soutien se manifeste de la part des supporters et des joueurs à la famille du défunt.
Après un mauvais départ en championnat où aucune victoire n'est engrangée au bout des cinq premiers matchs, l'équipe s'améliore légèrement et lutte tant bien que mal pour le titre avant de lâcher prise et finir en 4e place du classement. Des revers en fin de championnat, donc un au Derby no 112, attisent la colère des supporters qui se soulèvent contre la direction de Abdesalam Hanat. Il démissionne quelques jours après et une assemblée générale est programmée par les adhérents le 7 juin 2012.

## L'ère Boudrika (2012-2016)

### Doublé et retour en force

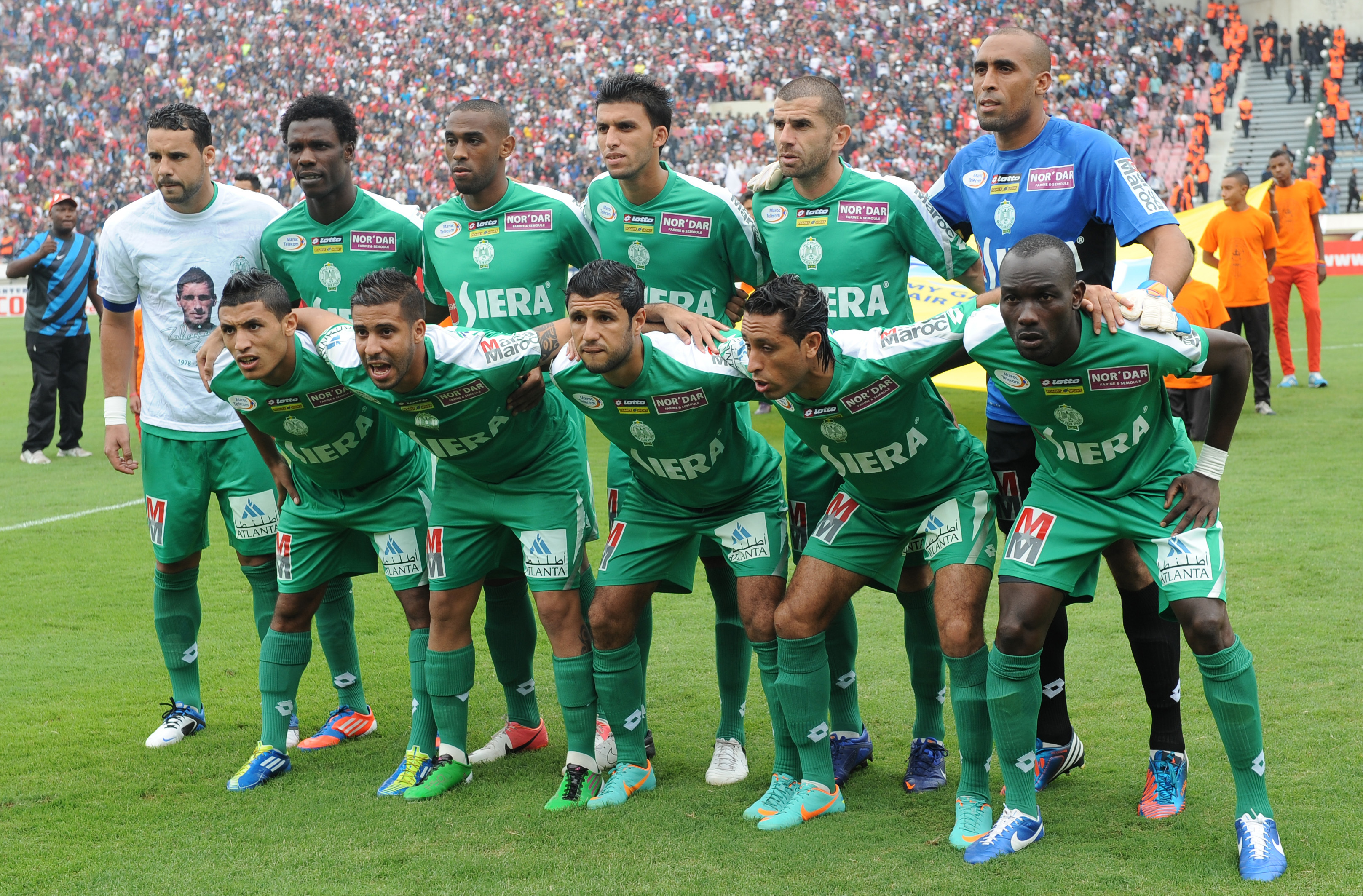
L'équipe qui a remporté le doublé Championnat-Coupe lors de la saison 2012-2013

Au terme de l'assemblée générale ordinaire, Mohamed Boudrika est élu à la tête du club, et devient, à 28 ans, le plus jeune président de l'histoire du Raja CA. Avec le retour de M'hamed Fakhir aux commandes, Boudrika arrive avec une grande enveloppe financière et promet un nouveau souffle tant au niveau administratif que sportif, avec le recrutement de joueurs de haut calibre. Des noms comme Khalid Askri, Abdelfattah Boukhriss, Zakaria El Hachimi, Adil Kerrouchi, Chems-Eddine Chtibi, Adel Chedli, Vianney Mabidé, Hamza Abourazzouk et Mouhcine Iajour, pour ne citer qu'eux, débarquent tous à Casablanca.
Début juillet 2012, le club entame sa préparation d'avant-saison en Tunisie et retourne ensuite au Maroc pour affronter l'Athletic Bilbao où 60 000 supporters ont hâte de voir le nouveau visage de leur équipe. Le Raja bat les finalistes de la Ligue Europa et de la Copa del Rey sur le score de 3-1 (Moutouali, Kerrouchi et Iajour).
Le Raja effectue un début explosif et prend rapidement la tête du championnat. Le 18 novembre au Stade Moulay Abdellah, le Raja remporte sa 7e Coupe du Trône face à l'AS FAR aux tirs au but après que le temps réglementaire s'est soldé sur un score nul 0-0.
Le 3 avril 2013, les Verts sont éliminés des demi-finales de la Coupe arabe face à Al Arabi SC en concédant un match nul au Stade Al Abdi 2-2 malgré avoir mené au score grâce à un doublé de Moutouali. Le match aller à Koweït s'est soldé par un nul 1-1. Le 25 mai, le Raja reçoit le Difaâ d'El Jadida au titre de l'avant dernière journée du championnat. Au terme du premier carton, le Raja se retrouve mené au score 1-0. Un magnifique coup franc de Adil Kerrouchi à la 67e minute remet les pendules à l'heure. Et comme en 2011, un penalty transformé par Mohsine Moutouali  à la 90e minute de jeu offre au Raja le 11e championnat de son histoire, après l'avoir dominé tout le long de la saison. Le Raja se qualifie par la même occasion à la Coupe du monde des clubs 2013, organisée au Maroc, en tant que champion du pays hôte.

### Saison des secondes places

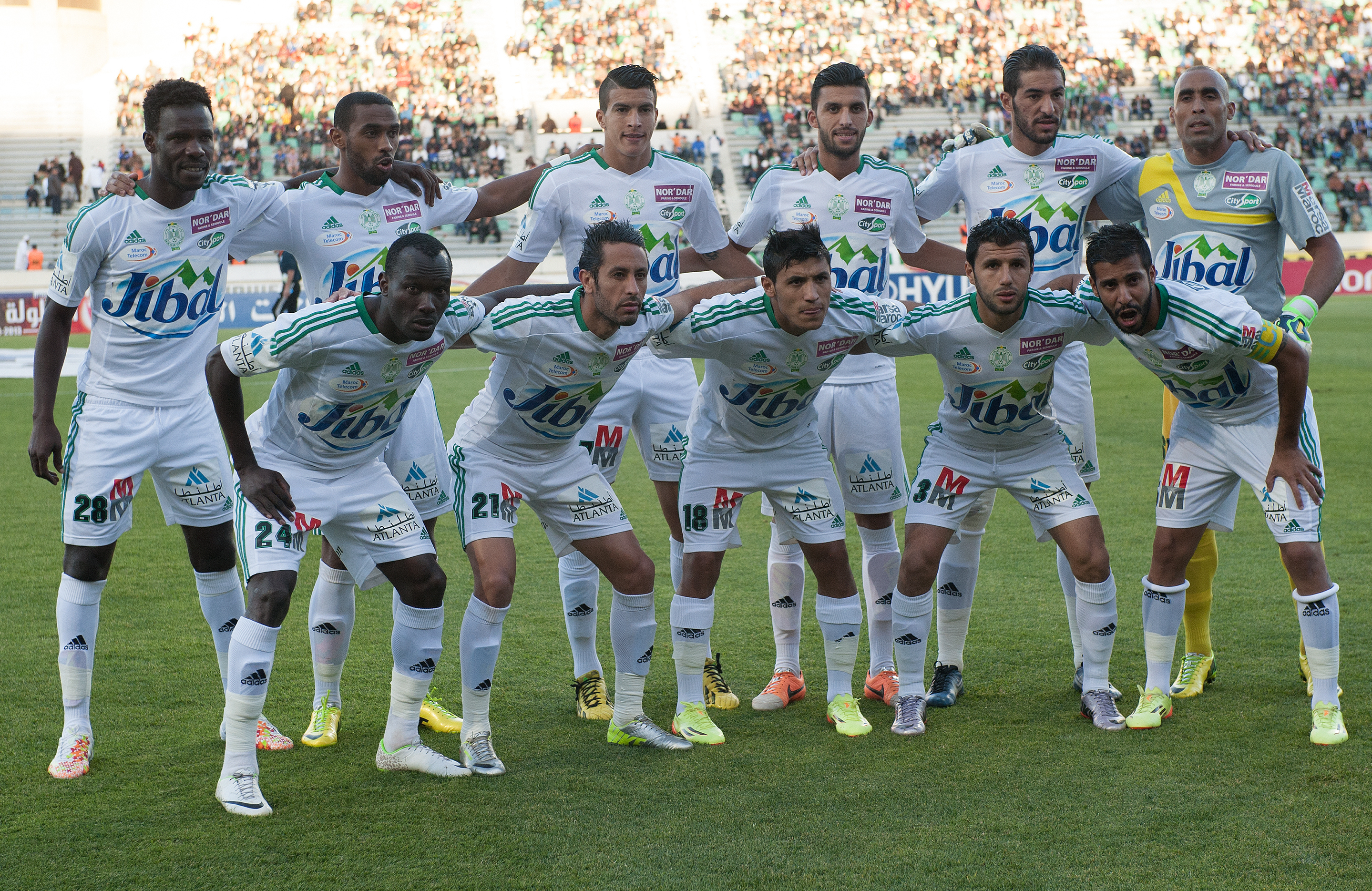
L'équipe finaliste de la Coupe du monde lors de la saison 2013-2014

Le mercato estival du Raja n'est pas très mouvementé, seuls le départ de Adel Chedli, et les arrivées de Marouane Zemmama, Idrissa Coulibaly et Issam Erraki sont à signaler. Après le départ de Amine Erbate, l'entraîneur remet le brassard de capitaine à Mohsine, même avec le présence de joueurs plus âgés que lui, ce dernier a les caractéristiques d'un leader et Fakhir souhaite développer chez lui le sens de responsabilité, qui lui faisait parfois défaut.
L'équipe qui peine à confirmer les attentes et engrange seulement 16 points sur 30 possibles, est en mauvaise posture. Le 18 novembre, le Raja se hisse en finale de la Coupe du trône pour la deuxième fois de suite mais s'incline aux tirs au but face au Difaâ d'El Jadida, malgré avoir été le favori. Pour les supporters, c'est la goutte d'eau qui fait déborder le vase. À quelques jours de la Coupe du monde, le club limoge M'hamed Fakhir et le remplace par le tunisien Faouzi Benzarti,.
Du 11 au 21 décembre 2013, le Raja participe pour la deuxième fois de son histoire à la Coupe du monde des clubs de la FIFA. Les Verts éliminent consécutivement les champions de l'OFC (Auckland City : 2-1), de CONCACAF (FC Monterrey : 2-1), puis du CONMEBOL (Atlético Mineiro : 3-1),.

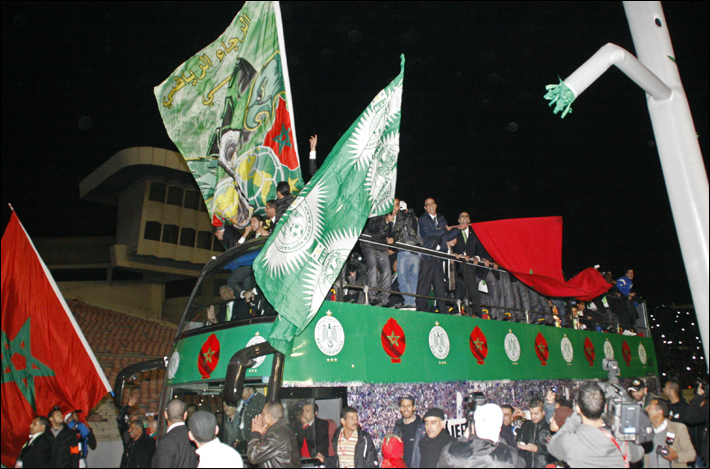
L'équipe accueillie en grande pompe au Stade Mohamed-V.

Il décroche ainsi son billet pour la finale de la compétition, stade encore jamais atteint auparavant par une équipe arabe ou nord-africaine. Il s'incline en finale 2-0 contre le Bayern Munich, mais sort la tête haute sous les applaudissements de son public et de la scène internationale qui salue cet exploit. Le Raja est ensuite accueilli en grande pompe à son arrivée à Casablanca et le roi Mohamed VI leur rend hommage lors d'une cérémonie au palais royal où il décorera l'ensemble du club. L'épopée du club dans cette compétition devient l'un des plus grands exploits dans l'histoire du football marocain.
Après la coupe du monde, Faouzi Benzarti allège l'effectif durant le mercato hivernal, en donnant son feu vert aux départs de Ahmed Rahmani, Redouane Derdouri, Deo Kanda, Chems-Eddine Chtibi, Abdelmajid Jilani et Badr Kachani. En contrepartie, Abdelkabir El Ouadi et Amr Zaki arrivent en renfort, mais ce dernier ne fait pas long feu et quitte le club après un mois.
En championnat, et après une phase aller lamentable, l'équipe se métamorphose et engrange 35 points sur 45 possibles, inscrit 30 buts et n'encaissant que 6. Lors de l'avant dernière journée, et dans un Stade Mohammed V plein, les Verts jouent le titre et se confrontent au leader, le Moghreb de Tétouan. Avec un Moutouali au sommet de son art, le Raja terrasse son adversaire sur le score de 5-0 (Moutouali (2), Abourazzouk, Hachimi et Kerrouchi). Le Raja se déplace favori lors de l'ultime journée à Safi pour affronter l'équipe locale et doit gagner pour s'assurer le trophée. Mais à la surprise générale, l'OCS marque un but qui privera les Aigles du titre et l'offrira à Tétouan, leur rappelant ainsi des mauvais souvenirs de 2010.

### Désillusion

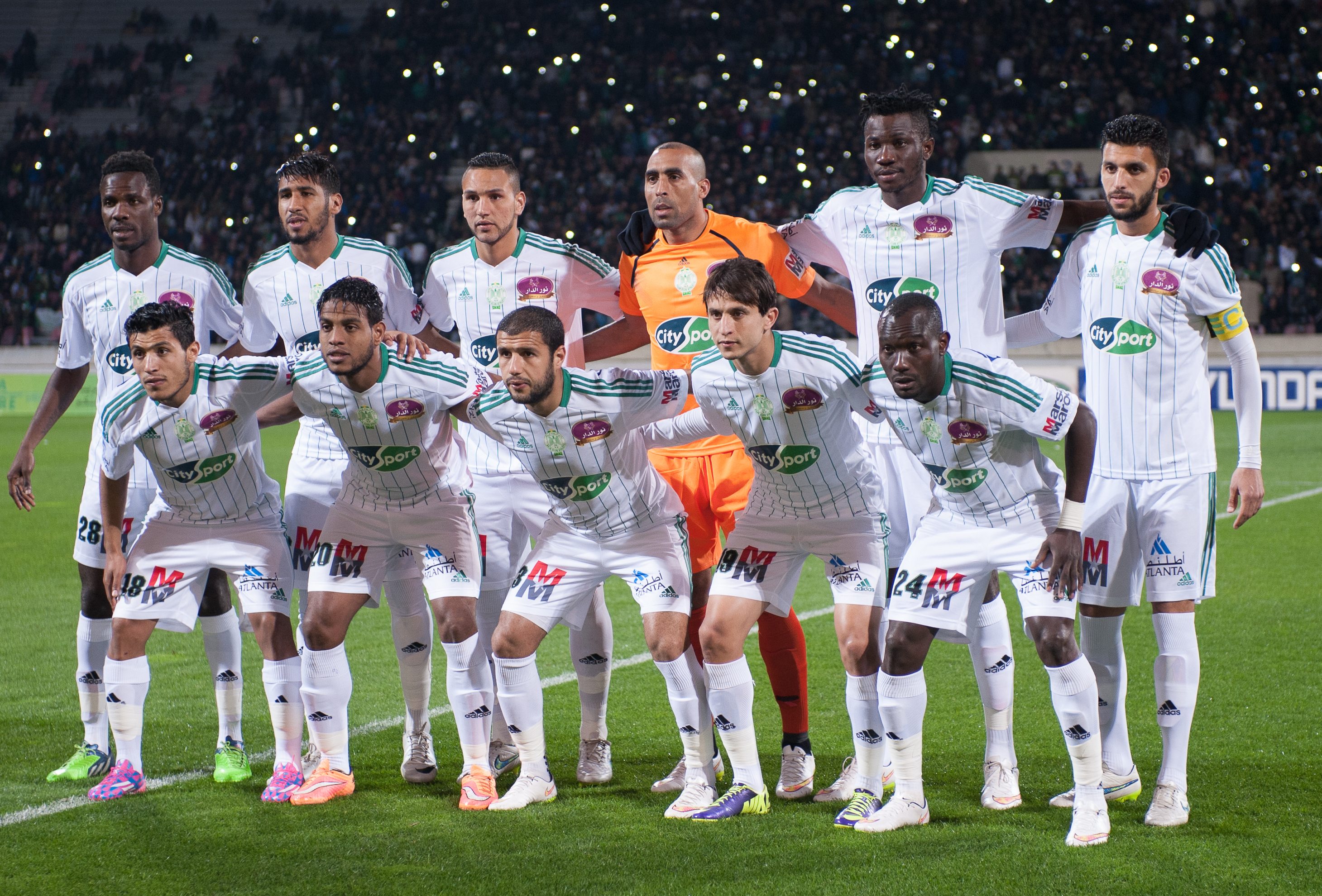
L'équipe du Raja lors de la saison 2014-2015

Le 1 juin 2014, Abdelhak Benchikha est annoncé à la tête de l'équipe. Plusieurs joueurs arrivent sous sa houlette, à l'instar de Ahmed Chagou, Abdeljalil Jbira, Said Fattah, Youssef El Gnaoui, Ali Bemammer, Salaheddine Aqqal, Jawad Issine et Lys Mouithys, mais le départ de Issam Raki, Mohsine Moutouali et Mouhcine Iajour s'avérera fatal pour l'équipe.
Malgré un début promettant où le Raja prend la tête du classement après trois matchs, l'algérien ne fait pas long feu et est remplacé en septembre, après une élimination précoce des huitièmes de finale de la Coupe du trône contre l'AS FAR, par José Romão. En janvier 2015, Christian Osaguona arrive en provenance de Enugu Rangers et s'avère d'une grande utilité à l'attaque du Raja en inscrivant cinq buts rien qu'en Ligue des champions, contre les Diables Noirs et Kaizer Chiefs.
Toujours en mauvaise en forme, le Raja sort des huitièmes de finale de la Ligue des champions face à l'Entente de Sétif aux tirs au but après un match épique en Algérie (score cumulé: 4-4). Il reversé ensuite en Coupe de la confédération, dont il est éliminé par l'Étoile sportive du Sahel (score cumulé: 2-3). José Romão est limogé avant la fin de la saison et l'intérim est assuré par Fathi Jamal. Le Raja finit le championnat avec une seule victoire à la clé lors des treize dernières journées, et clôt, avec une 8e place, l'une des pires saisons de son histoire.
Alors qu'il avait signé un précontrat avec le Raja le 8 mai 2015, Faouzi Benzarti change d'avis et décide de rester dans son pays pour prendre en charge l'un des clubs tunisiens. Le club déclare après qu'il a reçu ses excuses de Benzarti, qui compte payer la clause de résiliation pour éviter d'éventuelles poursuites devant la FIFA ou la Fédération tunisienne. Le Raja change donc son fusil d'épaule et fait appel à Ruud Krol qui paraphe le 12 juin 2015, un contrat de deux saisons.
Le coach néerlandais signe un mercato très mouvementé avec les arrivées de Anas Zniti, Lema Mabidi, Ahmed Jahouh, Youssef Kaddioui, Khaled Korbi et Mohamed Awal, et les départs de Kouko Guehi, Khalid Askri, Youssef El Gnaoui, Salaheddine Aqqal, Ahmed Chagou et Jawad Issine.
Le Raja parvient, dans cette période critique, à remporter la Coupe nord-africaine des clubs 2015 après avoir battu le Club africain sur le score de 2-0 (buts de Mohamed Bouldini et Hamza Iajour), et les Égyptiens de l'Ismaily SC grâce à un but de Bouldini (1-0), en plus d'un nul face au Al Hilal Benghazi.
À la suite de ses mauvais résultats en championnat et de son élimination en Coupe du trône, le club limoge Ruud Krol et signe, le 5 novembre, un contrat de 18 mois avec Rachid Taoussi. Malgré un début compliqué, l'équipe prend son rythme et aligne six victoires consécutives en championnat entre février et avril.
Le 8 mai 2016 au Stade Ibn-Batouta, se joue le premier Derby huis-clos de l'histoire des confrontations avec le Wydad. Christian Osaguona ouvre le score, Hafidi double la mise à la 43e minute, avant que Issam Erraki ne close la soirée avec un somptueux coup franc en fin de match (3-0). C'est le plus grand score du derby depuis la victoire 3-0 du Raja qui remonte à 15 juin 2003. Ce match est resté d'autant plus mémorable car sa date coïncidait avec l'anniversaire de l'équipe adverse. Cependant, l'équipe perd de la vitesse en fin de championnat et finit en 5e position.
Le 19 juin 2016, le Raja refuse de poursuivre le match des seizièmes de finale de la Coupe du trône contre le Difaâ d’El Jadida en signe de protestation contre l'arbitrage. La FRMF accuse Taoussi d'être à l'origine de cet incident, et lui inflige une suspension de six mois dont trois avec sursis et une amende de 50 000 dirhams.

## La crise (2016-2018)
Après le départ de Mohamed Boudrika au terme de la saison 2015-2016, le nouveau président Said Hasbane déclare que le Raja est en pleine crise financière, il doit donc trouver des solutions en apportant de nouveaux sponsors. Le 10 août, le Raja remercie Rachid Taoussi pour ses services et nomme M'hamed Fakhir comme entraîneur, ce dernier revient aux commandes des Verts pour la troisième fois après 2010 et 2012. Quelques joueurs rejoignent le club tels que Jaouad El Yamiq, Saad Lamti et Samson Mbingui, tandis que des noms comme Michel Babatunde et Christian Osaguona quittent le navire.
Le 27 mars 2017, le milieu de terrain et capitaine des Verts, Issam Erraki, remporte le trophée Mars d'Or du «meilleur footballeur» lors de la 5e édition de la cérémonie des Mars d'or qui récompense les meilleurs sportifs de l'année. Au terme d'une saison très compliquée, les Verts finissent le championnat en 3e position alors qu'ils étaient proches du titre, mais cèdent finalement le podium au Wydad et au Difaâ d'El Jadida.
Les problèmes financiers s'aggravent et les supporters réclament la démission du président dans une assemblée générale. Ce dernier refuse d'ouvrir la porte aux médias et de communiquer avec eux. Fakhir démissionne après son ras le bol face à l’absence des dirigeants et la crise financière que connaît le club depuis le début de la saison.
Le 20 juin, et après la démission de Abdelhak Benchikha qui surgit pour des raisons personnelles quelques jours après sa nomination, Juan Carlos Garrido est nommé entraîneur du Raja pour un salaire de 300.000 dirhams par mois. L'espagnol déclare: «très heureux pour la proposition et la confiance témoignée par les dirigeants marocains à mon égard».

La formation qui a remporté la Coupe de la confédération 2018 contre l’AS Vita Club, premier titre continental du Raja depuis 15 ans

Malgré la crise, le Verts ont pu décroché leur huitième Coupe de trône face au Difaâ d'El Jadida après les tirs au but (3-1) et les prolongations, score de 1-1 après 120 minutes de match. Le Raja est, avec 14 titres, le club marocain le plus titré du XXIe siècle, devant l'AS FAR qui comptabilise 8 titres. Le 4 février 2018, Jaouad El Yamiq quitte le club et rejoint la Serie A, pour le Genoa CFC qui a payé sa clause libératoire fixé à 850.000€.
Le 6 avril, et après un long bras de fer avec les adhérents du club, Said Hasbane cède à la pression populaire et démissionne de ses fonctions. Il déclare «il est temps de remettre le club aux gens qui le méritent». Ancien président du Raja, Mohamed Aouzal est chargé de constituer un comité provisoire pour diriger le club jusqu’à la fin de la saison.

## Ambitions retrouvées (2018-2023)

### Doublé africain
Le 13 septembre 2018, Jawad Ziyat est élu nouveau président du Raja CA par les adhérents lors de l’assemblée générale extraordinaire, tenue dans un palace à Casablanca. Après son élection, le nouveau président promet de poursuivre le travail du comité provisoire de Mohamed Aouzal, ajoutant qu’il fera de son mieux pour sortir le club de la crise financière qui l’engloutit depuis plusieurs mois.
En décembre 2018, le Raja CA remporte la Coupe de la confédération 2018 face aux congolais de l’AS Vita Club, en remportant le match aller 3-0 à domicile et perdant le match retour 3-1 à Kinshasa, décrochant ainsi son deuxième titre de la compétition. Il met fin en même temps à une période de 15 ans sans titre continental.
Le 16 décembre, après le match du Raja contre les gabonais du Cercle Mbéri (victoire 5-0), Casa Event, société chargée de la gestion du Complexe Mohammed V, annonce la fermeture du stade pour rénovation. La réouverture est prévue dans quelques mois, le Raja se retrouve contraint à jouer ses matchs de championnat au Stade Père Jégo et ses matchs continentaux au Stade Moulay-Abdallah.
Le 28 janvier, deux jours après la défaite contre l'ES du Sahel au Stade Moulay-Abdallah (0-2) au titre des quarts de finale du Championnat arabe, le Raja rompt le contrat de Juan Carlos Garrido et nomme son assistant Youssef Safri au poste d'entraîneur en intérim, avec Bouchaïb El Moubarki comme entraîneur-adjoint jusqu'à nouvel ordre. Safri gagne son premier et seul match à ce poste en déplacement à El Jadida, grâce à un triplé de Mouhcine Iajour (4-2).
Le 30 janvier, le Raja annonce la désignation du français Patrice Carteron comme nouvel entraîneur avec un contrat renouvelable d'un an, il déclare «Une immense fierté de rejoindre un club aussi emblématique que le Raja, avec le meilleur public en Afrique et un des meilleurs publics au monde».

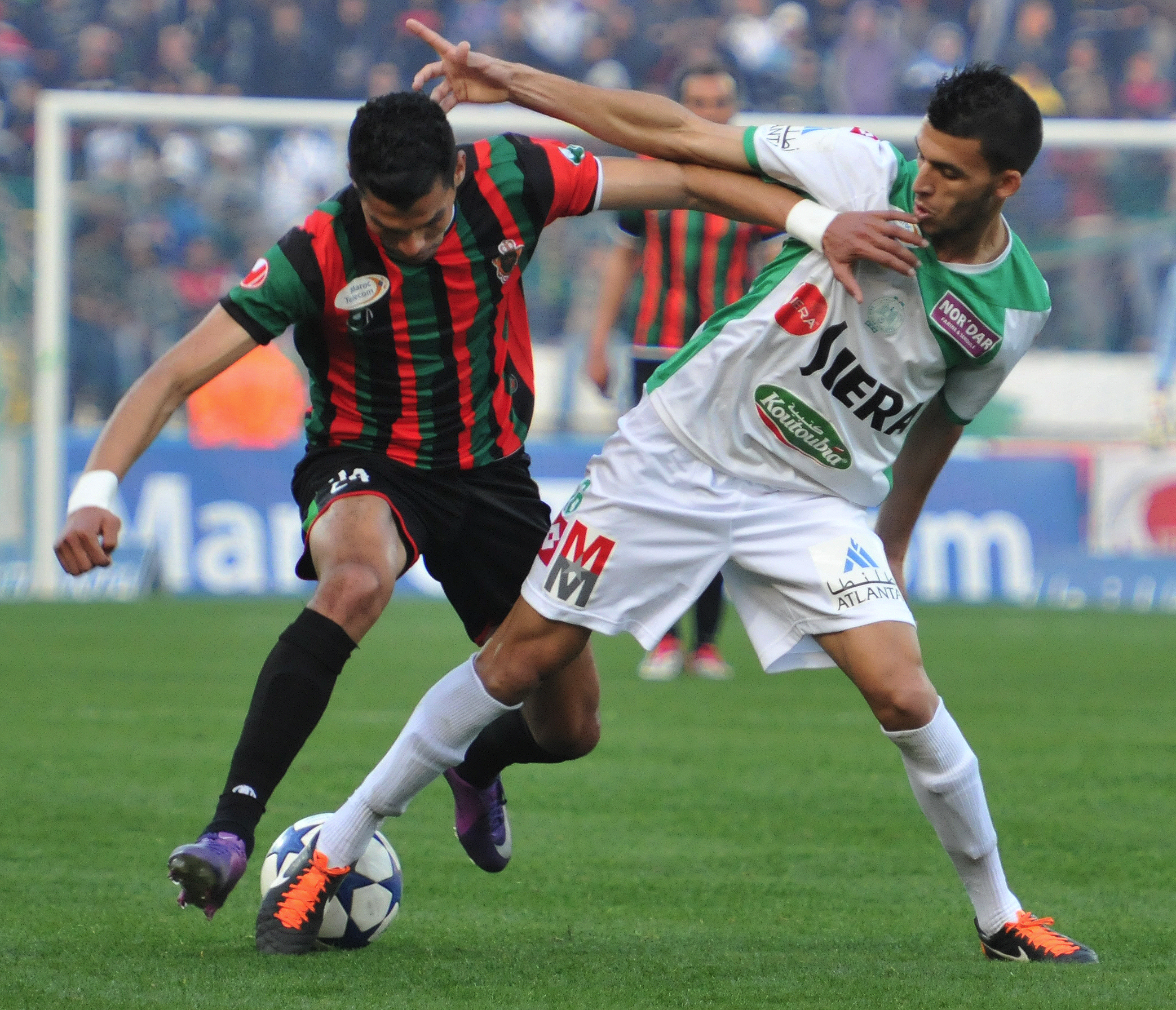
Mohamed Oulhaj quitte le club en 2019 après 12 ans de loyaux services

Le 29 mars, le Raja décroche sa deuxième Supercoupe d'Afrique face à l’Espérance sportive de Tunis devant 25 000 spectateurs au Stade Jassim-bin-Hamad à Doha, en s’imposant sur le score de 2-1. Patrice Carteron réussit à s’adjuger son premier titre avec les Verts 2 mois après son arrivée au club. Le 8 mai, et à la suite de ses résultats satisfaisants avec l'équipe depuis son arrivée, le club prolonge le contrat de Carteron jusqu’à 2020. Son salaire passant de 350 000 à 400 000 dirhams par mois, il devient l’entraîneur le mieux payé du championnat.
Le 11 mai, et après la victoire contre le MC Oujda grâce au doublé de Mouhcine Iajour (2-1) le Raja bat le record national des buts marqués sur une seule saison, et atteint le palier des 100 buts. En battant le DHJ sur le score de 2-0 lors de la dernière journée, les Verts finissent le championnat à la 2e position. Ils ont disputé cette saison un total de 61 matchs (toutes compétitions confondues), un record pour une équipe marocaine. Tandis que Iajour est sacré meilleur buteur du championnat avec 19 buts.

### Retour au sommet
Le 12 mai 2019, le Raja annonce le retour de Mohsine Moutouali après cinq ans passés au Qatar. Ce transfert fut salué par les supporteurs, joyeux du retour d'un des joueurs emblématiques de l'histoire du club. Salif Coulibaly, Fabrice Ngoma, Omar Arjoune, Ben Malango et Hamid Ahaddad (en prêt du Zamalek SC) débarquent au Oasis à leurs tours.

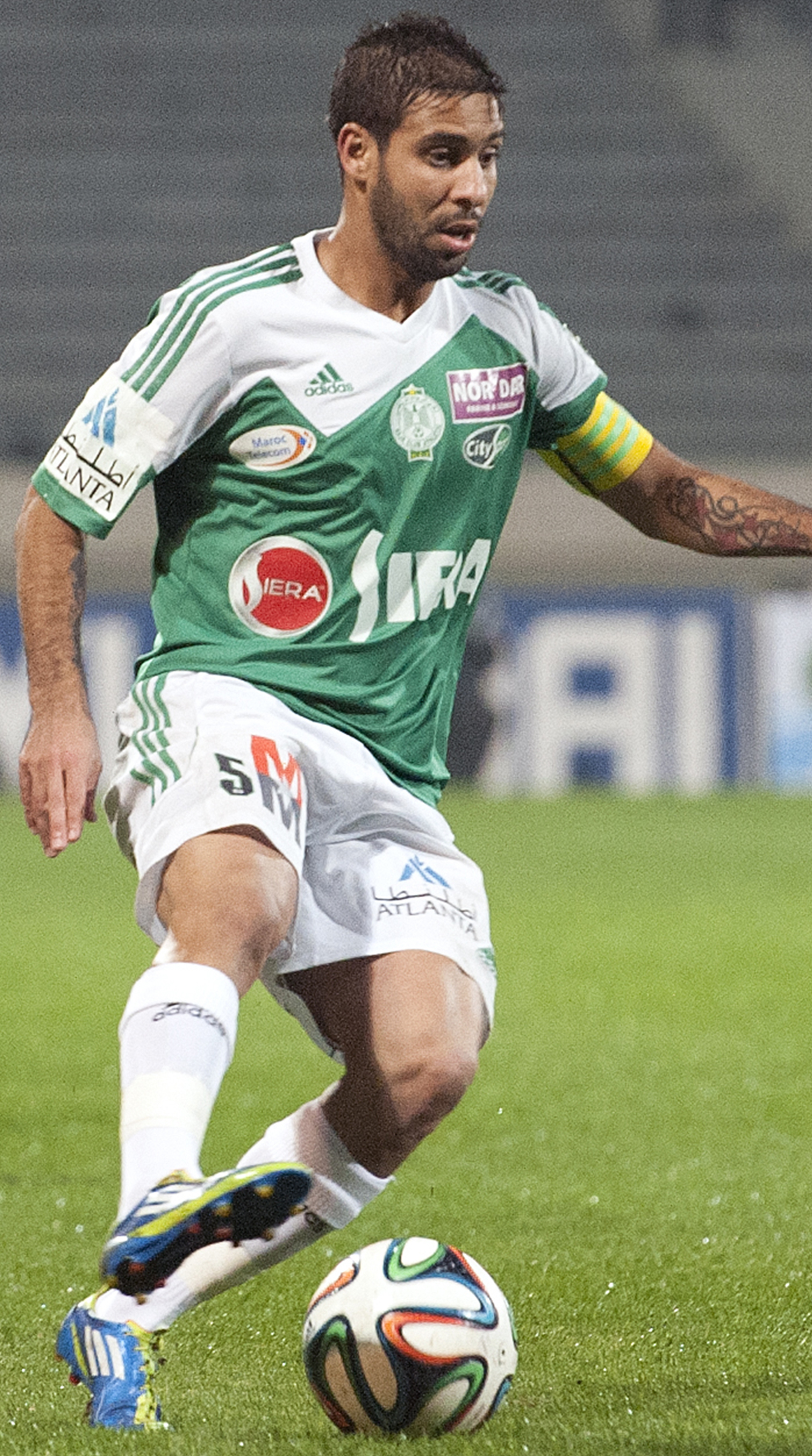
Joueur du club de 2006 à 2014, Mohsine Moutouali fait son retour en 2019

Le 12 juin, le Raja annonce la démission, pour des raisons personnelles, de Youssef Safri, qui occupait le poste d'entraîneur-adjoint au club depuis 13 mois. Quinze jours après, le club nomme ses deux anciennes gloires Talal El Karkouri et Hicham Aboucharouane pour lui succéder. D’après un communiqué du club, «cette nomination décidée en accord entre la direction et le coach, entre dans le cadre de la politique du club, d’enrichir le staff technique de cadres nationaux expérimentés et ayant fait partie du club».
Après 12 ans de loyaux services et plus de 340 rencontres à son actif, il est annoncé que le défenseur de 31 ans Mohamed Oulhaj, quittera son club cet été. Profitant de la présence de milliers de supporters, un hommage lui sera rendu avant le match amical contre le Real Betis le 4 août au Stade Mohamed V, pour honorer son nom, son parcours et son dévouement aux Verts. Zakaria Hadraf, Lema Mabidi, Ibrahima Niasse et Mouhcine Iajour quittent également le club.
Le premier match officiel du Raja se déroule 10 août 2019 contre Brikama United FC à Banjul lors du premier tour de la Ligue des champions 2019-2020, et se solde par un score nul de 3-3, mais les Verts remportent le match retour à Stade Mohamed V 4-0 et se qualifient pour le tour suivant.
Le 27 août, il est annoncé que le nombre d'abonnés au club a atteint les 10 000, record national, le club bat par la même occasion son record de 8000 abonnées établit la saison précédente[source secondaire nécessaire]. Quinze jours plus tard, le club annonce que ce nombre a augmenté pour atteindre les 13 000 abonnés pour la saison 2019-2020.

Le 31 août au Stade Mohammed V, le Raja est éliminé de la Coupe du trône par la Renaissance de Zemamra sur le score de 3-2, malgré une ouverture de score précoce de Ayoub Nanah. La ligne de défense est pris en grippe par les supporters, en particulier l'international malien Salif Coulibaly qui voit son contrat rompu quelques jours plus tard. Le 13 septembre, le Raja annonce le retour définitif de Sanad Al Warfali, qui a disputé la saison antérieure en prêt du Al Ahli Tripoli.

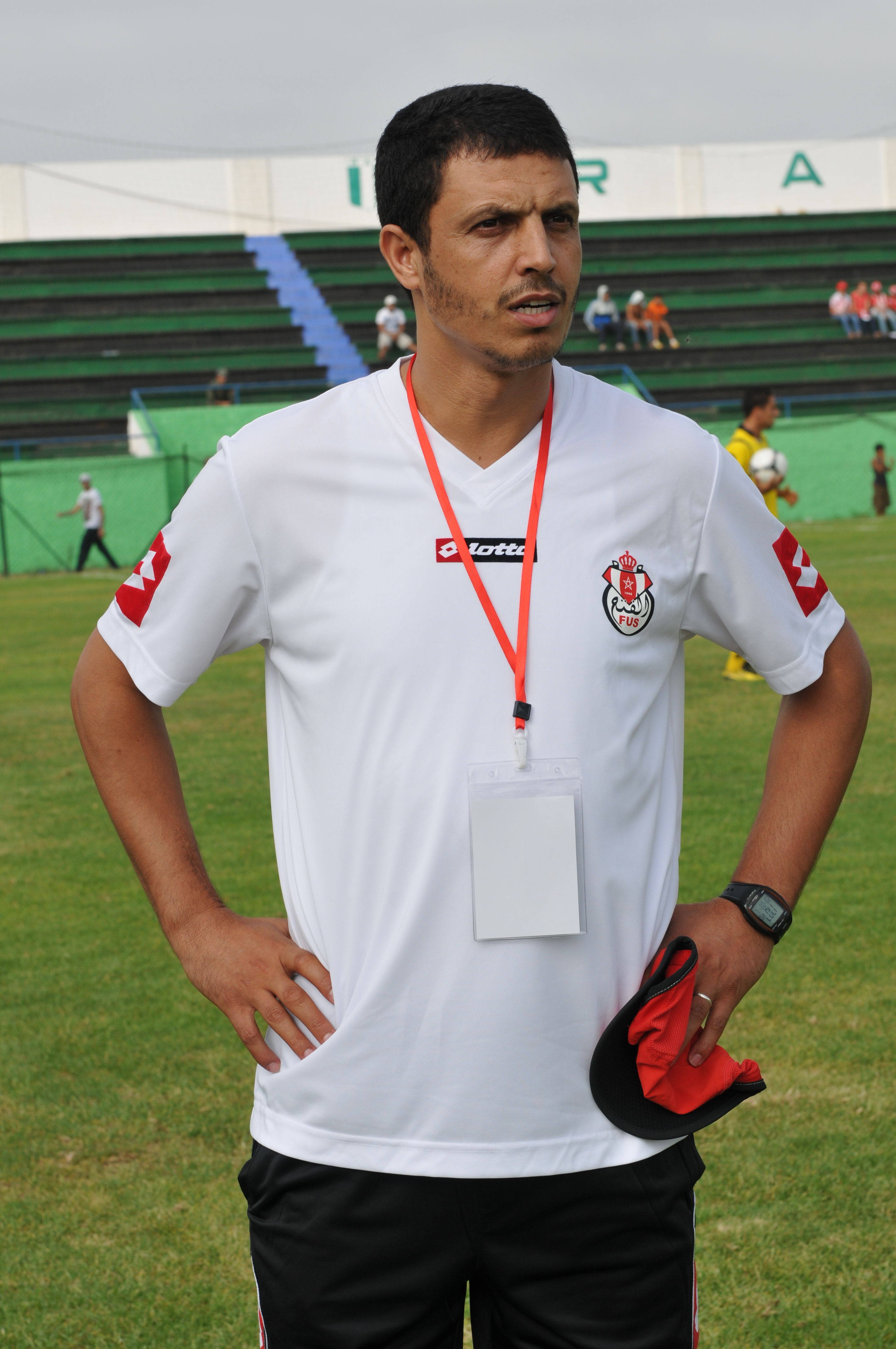
Jamal Sellami, entraîneur du Raja entre 2019 et 2021

Le 11 octobre, le Raja annonce le départ de son directeur sportif Fathi Jamal, à la suite de sa volonté de mettre fin à sa fonction qu'il occupe depuis avril 2018. Le 11 novembre, deux jours après sa défaite contre le Youssoufia de Berrechid en Championnat (2-3), Patrice Carteron est démis de ses fonctions et est remplacé par Jamal Sellami, ancien joueur du Raja qui y a déjà occupé le poste d'entraîneur-adjoint en 2007, avec comme adjoint Youssef Safri. Parallèlement, Jawad Sabri remplace le malgache Ezekiel Jimmy à son poste de préparateur physique.
Le 23 novembre, au titre du match retour des huitièmes de finale du Championnat arabe des clubs contre le Wydad, le premier de Jamal Sellami sur le banc du Raja, les Verts sont menés 4-1. En quinze minutes, Hamid Ahaddad marque le deuxième but, Mohsine Moutouali marque un penalty en réalisant une «Panenka» à la 88e minute, avant que Ben Malango ne complète cette Remontada historique et n'inscrit le but d'égalisation à la 94e minute, synonyme de qualification. Le Raja élimine donc son ennemi juré lors du premier Derby disputé dans une compétition internationale. Auteur d'un doublé et d'une passe décisive, tous les observateurs s'accordent à élire Moutouali Homme du match de ce 128e Derby.
Le 11 octobre 2020, le Raja remporte le 12e championnat de son histoire. Les Verts, en tête du championnat, reçoivent l'AS FAR lors de l'ultime journée, et ont besoin d'une victoire pour remporter le championnat, au même moment, le Wydad, 2e du classement, se déplace pour affronter le FUS de Rabat. La fin du premier carton affiche une parité 1-1 à Rabat tandis que le Raja est mené au score 0-1. À la 62e minute, Abdelilah Hafidi égalise pour le Raja sur un tir à 20 mètres du camp adverse. À la 88e minute, le Wydad marque un second but qui lui permet de passer devant au classement, avant que Hafidi ne récidive à la 90e minute et n'inscrive le second but qui sacre le Raja comme champion du Maroc.
Le 17 octobre, le Raja s'incline 0-1 au Stade Mohamed V face au Zamalek SC à l'occasion de la demi-finale de la Ligue des champions. Après le match, la majorité des joueurs du Raja sont déclarés positifs au SARS-CoV-2. Face à l'impossibilité de quitter la pays à la suite des directives des autorités marocaines et des élections législatives égyptiennes, la CAF reporte le match au 4 novembre. Après avoir mené au score et avoir dominé son adversaire pendant les premières soixante minutes, les joueurs, en manque de fraîcheur physique à cause du virus, sombrent et permettent aux égyptiens de renverser le score (3-1) et de se qualifier en finale.

### 10etitre international
Le 15 novembre, Jawad Ziyat réunit les membres de son comité directeur par visioconférence pour leur faire part de sa décision de mettre un terme à son mandat, avec effet à la date de la prochaine assemblée élective qui devrait être tenue le 3 décembre 2020. Le 14 décembre, Rachid Andaloussi prend les rênes du club en intérim. Sur le plan sportif, cette période est marquée par les arrivées de Marouane Hadhoudi et Noah Wael Sadaoui, et le départ de Badr Benoun et Hamid Ahaddad, dont le contrat de prêt arrive à terme

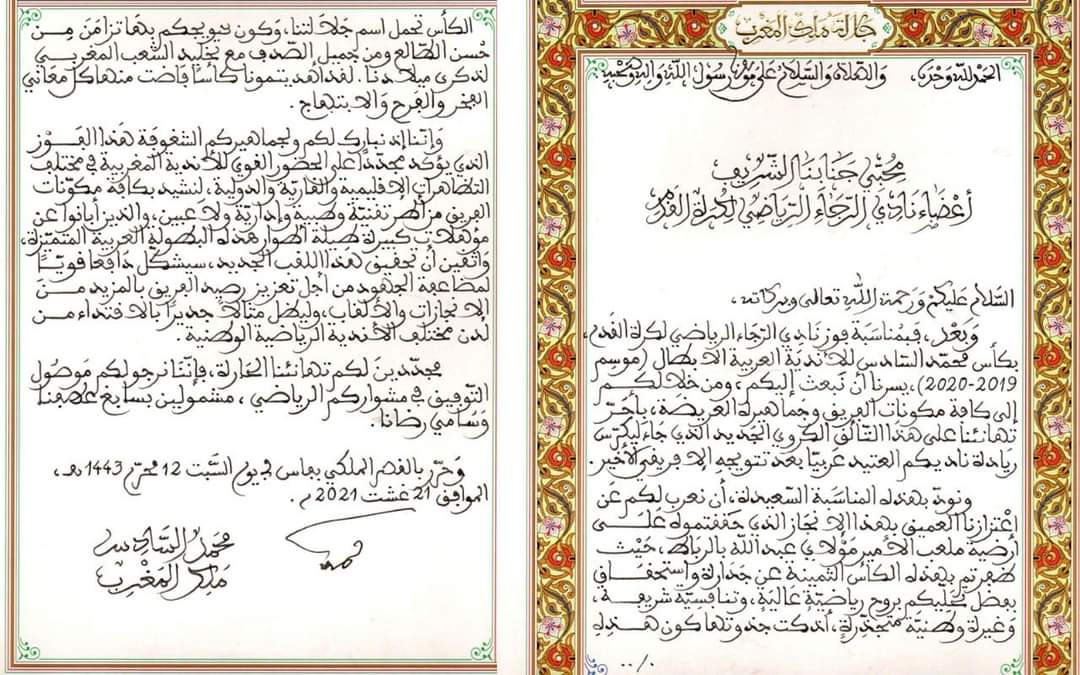
Message de félicitations du roi Mohammed VI après la victoire du Raja lors de la finale de la Coupe arabe des clubs champions

Le 5 janvier 2021, le Raja est étonnamment éliminé aux portes des poules de la Ligue des champions contre Teungueth FC aux tirs au but (score cumulé : 0-0). À cause de violentes tempêtes, le Raja a joué le match retour au Stade Mohamed V sur une pelouse détrempée qui «ressemblait davantage à une piscine qu’à un terrain de football», provoquant son élimination.
Le 6 avril, Jamal Sellami démissionne après 17 mois passés au poste d'entraîneur. Son assistant Mohamed Bekkari lui succède en intérim pendant deux matchs, dont une victoire contre le Pyramids FC en Égypte (0-3). Le 13 avril, le Raja présente son nouvel entraîneur, le tunisien Lassaad Chabbi qui paraphe un contrat renouvelable valable jusqu'à la fin de la saison. Mohamed Bekkari et Hicham Aboucherouane sont maintenus comme adjoints.
Après son élimination en Ligue des champions, le club est reversé en Coupe de la confédération où il se qualifie face à l'US monastirienne et rejoint les poules. Le Raja domine la compétition et aligne six victoires en autant de matchs, en marquant 13 buts et en n'encaissant aucun. Le Raja devient la première équipe de l'histoire des compétitions africaines à gagner tous ses matchs des poules en n'encaissant aucun but.
Le 10 juillet, le Raja CA s'offre le titre en battant la JS Kabylie au Stade de l’Amitié (2-1, buts de Rahimi et Malango), malgré avoir joué la dernière demi-heure réduit à dix joueurs après l'expulsion de Omar Arjoune, et s'offre son neuvième titre international. Néanmoins, c'est plus compliqué sur le plan national, le Raja sort des quarts de finale de la Coupe du trône aux tirs au but, et termine le championnat en deuxième position.
Le 21 août, les Verts remportent la Coupe arabe des clubs champions en battant l'Ittihad FC aux tirs au but après une finale palpitante qui s'est soldée sur un score nul (4-4, buts de Haddad, Benhalib, El Wardi et Rahimi). Le Raja s'adjuge le titre et le chèque de 6 000 000 $, 698 jours après son premier match de la compétition disputé face au Hilal Al-Quds en septembre 2019.

### Deux saisons sans titres
Le mercato estival connaît le départ de Soufiane Rahimi, Ben Malango, Abderrahim Achchakir, Noah Sadaoui, Sanad Al Warfali, Ayoub Nanah, Mohamed Bouamira et Soumaïla Ouattara. Les recrues les plus notables sont Jamal Harkass, Hamid Ahaddad, Mohamed Nahiri et Moustapha Kouyaté.
Le 21 octobre, le club présente Patrick de Wilde comme son nouveau directeur sportif. Le 27 octobre, après l'approbation des rapports moraux et financiers des saisons 2019-2020 et 2020-2021, l'assemblée générale nomme Anis Mahfoud comme le nouveau président du Raja CA. Secrétaire général sous Ziyat, l'avocat de 43 ans est élu à la majorité après avoir remporté le scrutin avec 95 voix, devant Jamaleddine Khalfaoui (44 voix) et Redouane Rami (17 voix).
Le 9 novembre, le Raja remercie Lassaad Chabbi et signe deux jours plus tard un contrat de deux saisons et demie avec le belge Marc Wilmots,. Le 22 décembre, le Raja perd la Supercoupe d'Afrique aux tirs au but face à Al Ahly SC après un score nul de 1-1. Outre le départ du trio Abdelilah Hafidi, Omar Boutayeb et Mahmoud Benhalib, Kadima Kabangu, Beni Badibanga, Youness Mokhtar, Gaya Merbah, Marouane Fakhr, Haitam El Bahja, Abdelmounaim Boutouil, Mohamed El Mourabit et Abdessamad Badaoui débarquent au Oasis durant le mercato hivernal.
Le 20 février 2022, Marc Wilmots est renvoyé pour manque de résultats, alors que l'équipe est deuxième du championnat à huit longueurs du premier, et a perdu la Supercoupe d'Afrique. Mohamed Bekkari assure l'intérim jusqu'à la venue de Rachid Taoussi le 28 février qui paraphe un contrat d'un an et demi. Le 24 février, le gouvernement a annoncé la réouverture des stades pour le public. Le premier bénéficiaire de cette décision en Ligue des champions est le Raja qui joue le Horoya AC le 25 février au Stade Mohamed-V après deux ans de huis-clos. Les groupes Ultras annoncent le boycott du match dans un communiqué. Quelques 10 000 supporters ont donc assisté à la victoire du Raja grâce au but de Mohsine Moutouali (1-0), un parcours sans faute qui le maintient en tête de son groupe avec 9 points. Le Raja a notamment battu son record de victoires consécutives en Ligue des champions, avec 5 victoires.
Après une 2e place en championnat et des éliminations en quarts de finale en Ligue des champions et en coupe, le Raja clôt une saison tumultueuse marquée par le passage de trois présidents et quatre entraîneurs où il ne remporte aucun titre pour la première fois depuis cinq ans.
Le 16 juin 2022, après la démission de Anis Mahfoud, Aziz El Badraoui est élu président à l'unanimité et promet une “nouvelle ère”. Une dizaine de joueurs quittent le club après la fin de leurs contrats et une quinzaine le rejoignent sous la houlette du nouvel entraîneur Faouzi Benzarti. À la suite d'un faux départ en championnat, il démissionne et est remplacé par son compatriote Mondher Kebaier qui enregistre la première victoire de la saison en déplacement face au ASN Nigelec en Ligue des champions (0-2),. Malgré une phase de groupe historique en termes de points engrangés et de buts inscrits, le Raja peine en championnat et rate la course au titre. Le club est encore une fois éliminé en quarts de finale face à Al Ahly.

## Second terme de Boudrika (2023-2025)

### Le doublé «Invincible»

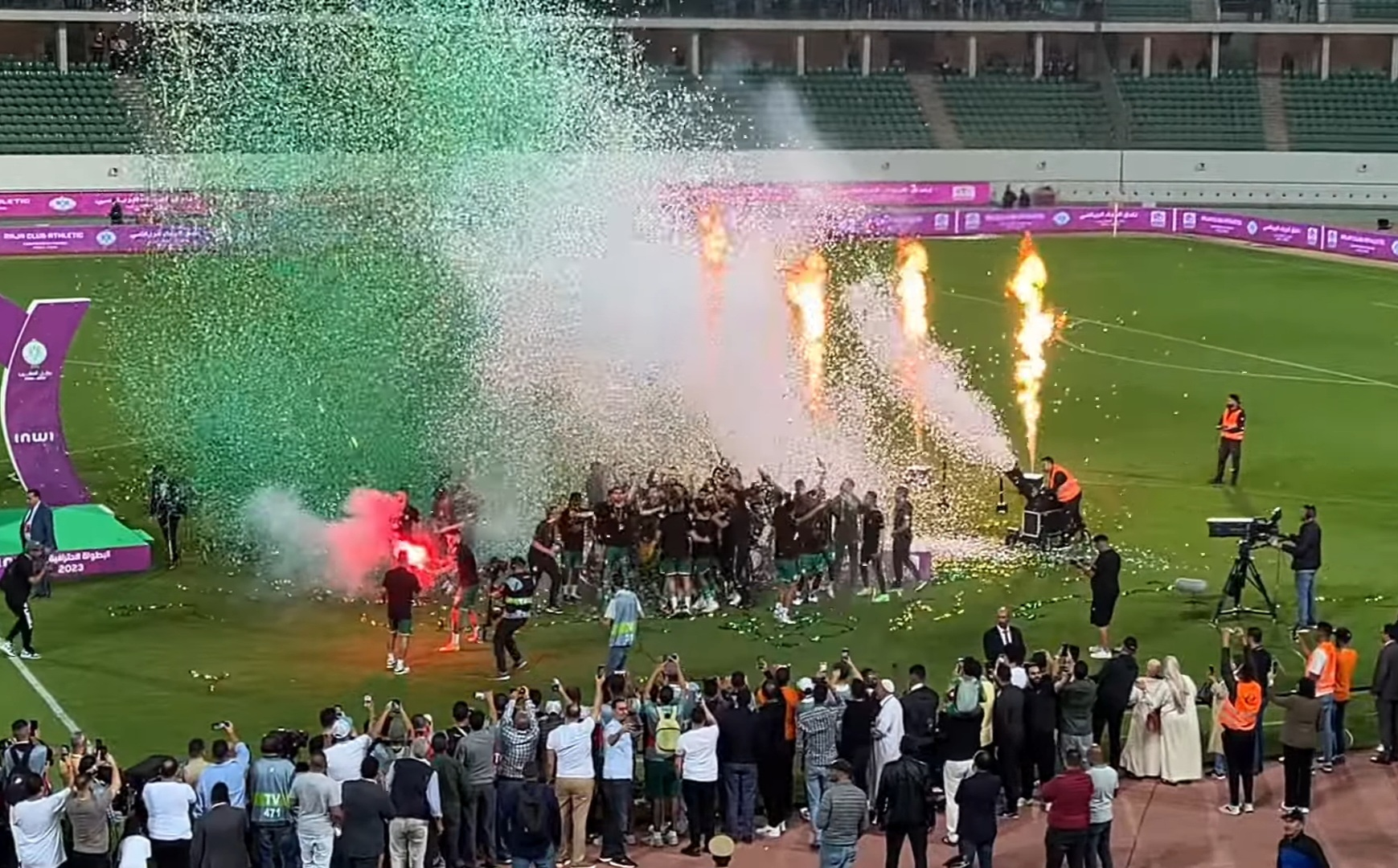
Les joueurs du Raja célébrant le premier titre sans défaite de l'histoire du championnat

Le 26 mai 2023, Aziz El Badraoui démissionne et Mohamed Boudrika lui succède en battant Said Hasbane aux élections. Mondher Kebaier est remplacé par Josef Zinnbauer qui devient le premier entraîneur allemand de l'histoire du club,. Il relève son premier défi puisqu'il bat le Wydad en demi-finale de la Coupe du trône. En finale, malgré l'expulsion précoce de Marouane Hadhoudi et un pénalty annulé par la VAR, les Verts tiennent mais perdent sur un pénalty concédé à la 108e minute. Un mois plus tard, l'équipe s'envole en Arabie Saoudite pour défendre son titre à la Coupe arabe des clubs champions 2023. Le Raja domine son groupe composé de Al-Wahda, CR Belouizdad et le Koweït SC avec trois victoires, mais sort en quart de finale contre Al Nassr de Cristiano Ronaldo, qui ouvre le score notamment, après avoir raté plusieurs occasions (3-1).  
La saison 2023-2024 voit le Raja réaliser un exploit historique en remportant le doublé coupe-championnat sans aucune défaite, avec un total de 26 victoires et 9 matchs nuls. Les Verts ont pourchassé l'AS FAR depuis le début de la saison jusqu'à la 29e journée quand Adam Ennafati marque le coup franc décisif à la dernière minute contre le Wydad et les propulse à la tête du classement. Le 14 juin 2024, le club s'assure le titre en s'imposant face au Mouloudia d'Oujda (0-3) et bat également le record des points avec 72 unités. Le 1er juillet, le Raja enchaîne avec une quatorzième victoire de suite en battant l'AS FAR encore une fois en finale de la Coupe du trône pour s'assurer le troisième doublé de son histoire.  

### Naufrage de Hala
Le 19 juillet 2024, le club annonce que Adil Hala va assurer la présidence en intérim après l’arrestation de Mohamed Boudrika en Allemagne. Le 12 septembre, il est élu président. Sa gestion s'avère désastreuse pour un club qui vient de clore une saison historique. Un mercato calamiteux, le départ de Josef Zinnbauer et de quelques joueurs-clés, et l'instabilité managériale (avec cinq entraîneurs se succédant) plombent l'équipe. Invaincu depuis plus d'un an, le Raja s'incline dès don premier match en championnat.
Le Raja termine cinquième du classement et sort des huitièmes de finale de la Coupe du trône face à une équipe de deuxième division, tandis qu'en Ligue des champions, il sort de peu des poules. Adam Ennafati s'est distingué comme meilleur buteur de la saison avec 13 réalisations, alors que Houssine Rahimi est sacré meilleur buteur du championnat avec 11 buts. Le 30 janvier 2025, Abdellah Birouaine est chargé d'assurer l'intérim jusqu'à la fin de saison après la démission de Hala. Le 12 avril 2025, le Raja retrouve le Stade Mohamed-V après 18 mois de travaux. 

## Retour de Ziyat et lancement de la société sportive (depuis 2025)
Le 7 juillet 2025, le Parlement du Raja a d'abord voté pour l’élection de Jawad Ziyat à la tête de la présidence du club puis a approuvé à l’unanimité l'activation de la société sportive du club à travers le partenariat avec son parrain historique Marsa Maroc,. Le 2 août, Jawad Ziyat et Driss Agoujjim, directeur financier de Marsa Maroc et président de Ports4Impact, signent le partenariat qui active Raja Club Athletic SA, avec la présence de Fouzi Lekjaa. Ports4Impact, entité porteuse de la politique RSE de Marsa Maroc, entre dans le capital du Raja à hauteur de 60%, pour un apport de 150 millions de DH étalé sur 3 années, tandis que l'association du Raja conserve 40% des parts. En 1987, l'ODEP a lancé son parrainage du Raja qui est devenu un engagement fort et renouvelé au fil des saisons, poursuivi depuis par Marsa Maroc. Ports4Impact précise que cette opération ne vise aucune rentabilité financière, mais elle traduit une volonté de prolonger cette alliance historique et de contribuer à la reconstruction du club. Si des bénéfices venaient à être générés, ils seront réinjectés intégralement dans le club. En sa qualité d’actionnaire majoritaire de la société sportive, Ports4Impact en désignera le président, qui sera chargé de gérer les domaines dans lesquels Marsa Maroc dispose d’une expertise avérée, la gestion sportive continuera à être assurée par l'association.